# Афроазиаты
Афроазиаты, африканские азиаты или просто чернокожие азиаты являются лицами смешанного азиатского и африканского происхождения. Исторически сложилось так, что афроазиатское население было маргинализовано в результате миграции людей и социальных конфликтов.

## Африка

### Демократическая Республика Конго

#### Афрояпонцы Катанги
В 1970-е годы возросший спрос на медь и кобальт привлек японские инвестиции в богатый полезными ископаемыми юго-восточный регион провинции Катанга. За 10-летний период более 1000 японских шахтёров переехали в этот регион в лагеря, предназначенном исключительно для мужчин. Приехав без семьи или супруги, мужчины часто искали социального взаимодействия за пределами своих лагерей. В поисках близости с противоположным полом, что иногда приводило к сожительству, мужчины открыто искали межрасовые знакомства и отношения — практике, принятой местным обществом. В результате ряд японских шахтёров стали отцами для детей конголезских женщин. Однако большинство детей смешанной расы, рождённых в результате этих союзов, умерли вскоре после рождения. Многочисленные свидетельства местных жителей свидетельствуют о том, что младенцы были отравлены ведущим японским врачом и медсестрой, работающими в местной шахтёрской больнице. Впоследствии эти обстоятельства привели бы шахтёров к позору, поскольку у большинства из них уже были семьи в родной Японии. Эта практика вынудила многих матерей-уроженцев Катанги прятать своих детей, не явившись в больницу для родов. Другие женщины прятали ребёнка в сельских или отдаленных районах, так как афроазиатских детей убивали в городе японские чиновники.
Сегодня пятьдесят афрояпонцев образовали ассоциацию выживших после детоубийств в Катанге. Организация наняла юриста для проведения официального расследования убийств. Группа направила официальный запрос правительствам Конго и Японии, но безрезультатно. Проблемы, характерные для этой группы, включают отсутствие документов об их рождении, поскольку они не родились в местной больнице, что спасло им жизнь. Общее количество пострадавших неизвестно.

### Экваториальная Гвинея
В середине XIX века в Экваториальную Гвинею было привезено около 500 китайских рабочих и обслуги, вместе с людьми из Индии, скрыто ввозимых на остров Фернандо-По через оккупированный Португалией Макао. Хотя большинство из этих слуг вернулись на родину в конце своего рабства, некоторые остались, поселившись и женившись на местном населении. Одним из примеров является рабочий-иммигрант из Восточной Индии Франциско Алимама Кашу, который остался в городе Мока после смерти своего последнего живого родственника. Он женился на дочери одного из последних царей Буби, родив несколько детей экваториалогвинейско-индийского происхождения.

### Кения

#### Флот Чжэн Хэ
В 1999 году Николас Кристоф из The New York Times сообщил об удивительной встрече на острове Пате, где он обнаружил деревню из каменных хижин. Он поговорил с пожилым мужчиной, живущим в деревне, который сказал, что является потомком китайских исследователей, потерпевших там кораблекрушение столетия назад. Китайцы предположительно торговали с местными жителями и даже погрузили жирафов на свой корабль, чтобы отвезти обратно в Китай. Однако их корабль сел на мель на ближайшем рифе, что вынудило экипаж остаться на острове. Кристоф нашёл доказательства, подтверждающие историю этого человека. Среди таких свидетельств — азиатские черты жителей деревни и фарфоровые артефакты азиатского вида. Эти потомки флота Чжэн Хэ занимают острова Пате и Ламу.

#### Новая иммиграция
Новый интерес к природным ресурсам Кении привлек инвестиции китайских фирм в размере более 1 миллиарда долларов. Это способствовало новому развитию инфраструктуры Кении: китайские фирмы привлекают своих рабочих-мужчин для строительства дорог. Временные жители обычно прибывают без своих супругов и семей. Таким образом, рост числа инцидентов с участием местных женщин студенческого возраста привел к увеличению числа младенцев афрокитайского происхождения, рождённых от кенийских матерей-одиночек.
В Кении наблюдается тревожная тенденция следующего притока рабочих мужского пола из Китая с растущим числом брошенных младенцев приезжих мужчин, родивших детей от местных женщин.

### Мадагаскар

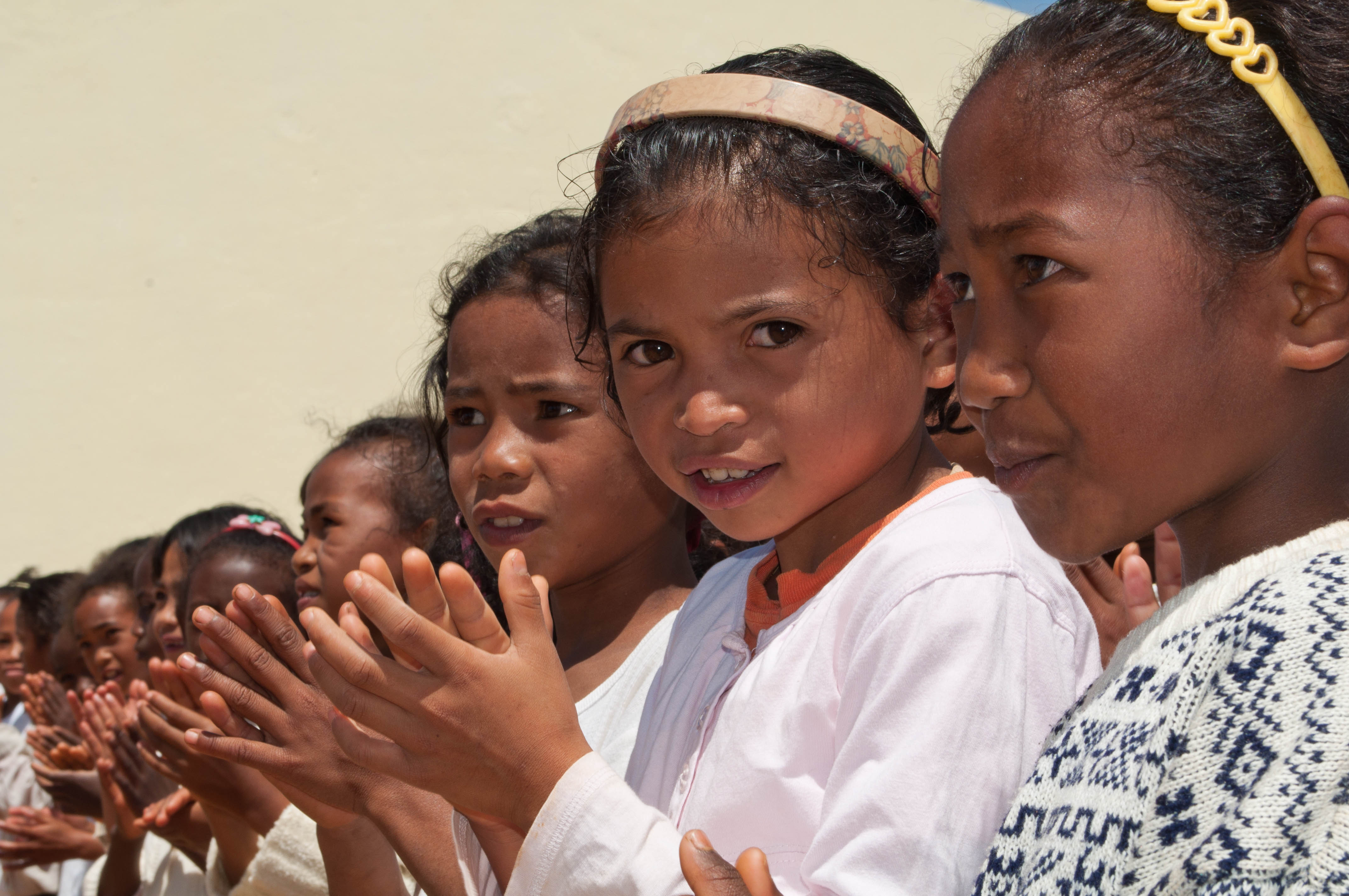
Дети малагасийского народа мерина

Население Мадагаскара в основном представляет собой смесь различных степеней австронезийских и банту-поселенцев из Юго-Восточной Азии (Борнео) и Юго-Восточной Африки (в первую очередь Мозамбика) соответственно. Годы смешанных браков создали малагасийский народ. В основном они говорят на малагасийском, австронезийском языке с некоторым влиянием банту.
В исследовании «Двойное происхождение малагасийцев на островах Юго-Восточной Азии и Восточной Африки: свидетельства материнской и отцовской линий» показано, что материнское происхождение банту составляет 38 %, а отцовское — 51 %, в то время как отцовское происхождение в Юго-Восточной Азии составляет 34 %, а материнское — 62 %. В исследовании малагасийского языка аутосомная ДНК показывает, что этническая группа горцев, такая как мерина, представляет собой почти равномерную смесь происхождения из Юго-Восточной Азии и банту, в то время как у прибрежной этнической группы в их аутосомной ДНК гораздо больше смеси банту, что предполагает, что они представляют собой смесь новых мигрантов банту и уже сложившейся этнической группы горцев. Оценки максимального правдоподобия подтверждают сценарий, согласно которому Мадагаскар был заселен примерно 1200 лет назад очень небольшой группой женщин в возрасте примерно 30 лет. Малагасийцы существовали благодаря смешанным бракам между небольшой группой основателей.
Смешанные браки между коренными малагасийскими женщинами и китайскими мужчинами были обычным делом. Несколько тысяч кантонских мужчин вступили в брак и сожительствовали с малагасийскими женщинами. 98 % китайцев ведут свое происхождение из провинции Гуандун, в частности из кантонского района Шунде. Например, одна только перепись 1954 года выявила 1111 «нерегулярных» китайско-малагасийских союзов и 125 законных, то есть состоящих в законном браке, партнёрских отношений. Большинство потомков было зарегистрировано их матерями на малагасийское имя.

### Маврикий
Примерно 68 % населения имеют индийское происхождение. Около 25 % населения составляют креолы (смешанного французского и африканского происхождения), и есть небольшое количество людей франко-маврикийского и китайского происхождения.

### Нигерия

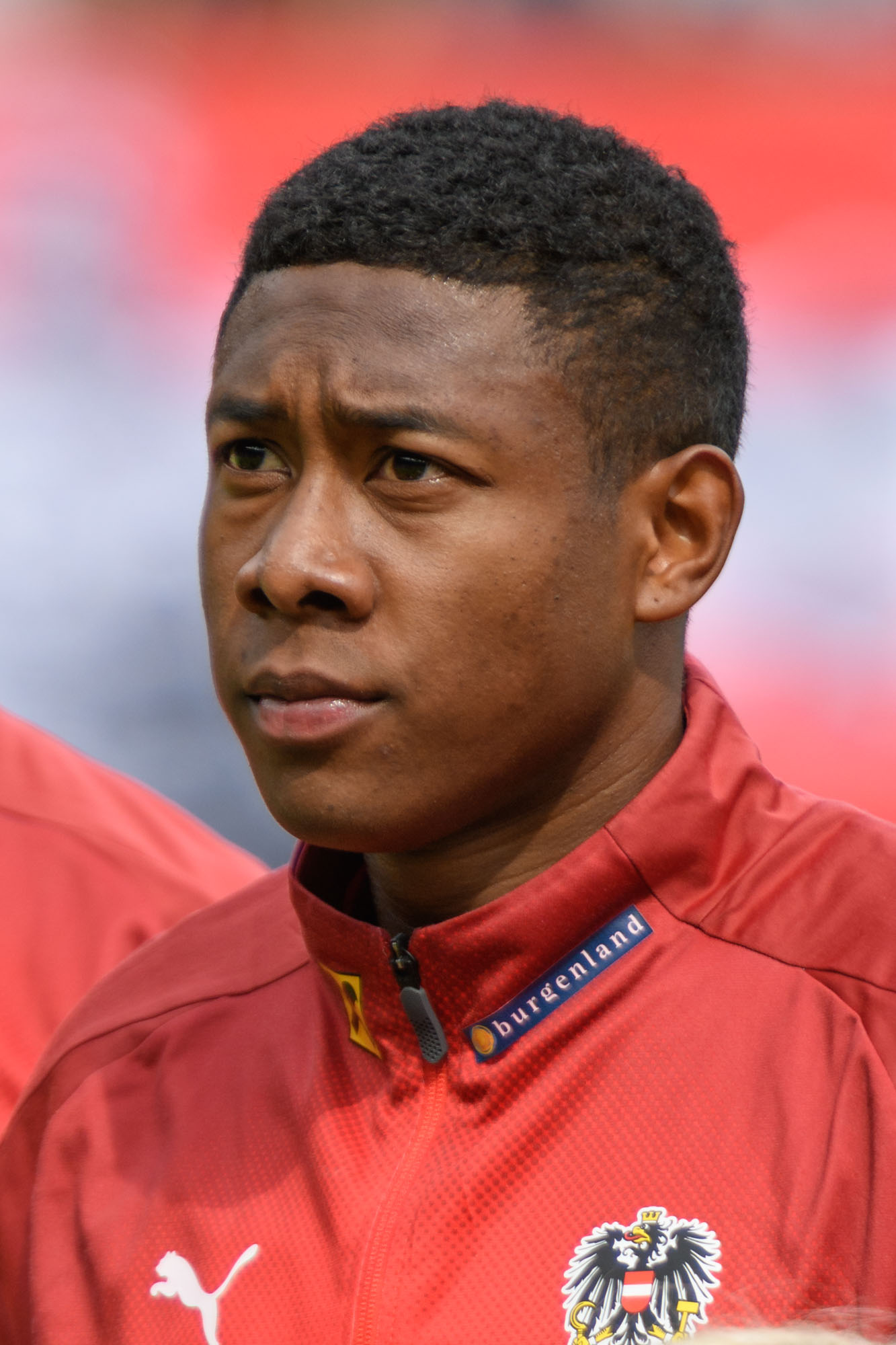
Австрийский футболист Давид Алаба имеет филиппинское и нигерийское происхождение

С 1970-х годов в Нигерии наблюдается медленный, но неуклонный рост иммигрантского филиппинского населения, привлечённого нефтяной промышленностью. Основанное в 1973 году Общество филиппинских барангаев Нигерии занимается проблемами, характерными для более чем 1700 нигеризированных филиппинцев, проживающих в стране. Эта аккультурация привела к небольшому, но растущему числу рождений двухрасовых нигерийских филиппинцев. Большинство из этих детей воспитываются матерями-филиппинками и нигерийскими отцами.

### Реюньон
Коренное население Кафа имеет разнообразную родословную, происходящую от колониальных индийских и китайских народов. Они также происходят от африканских рабов, привезённых на остров из таких стран, как Мозамбик, Гвинея, Сенегал, Мадагаскар, Танзания и Замбия.
Большинство населения Реюньона составляют креолы смешанного происхождения, составляющие большинство населения. Также были распространены межрасовые браки между европейскими и китайскими мужчинами с африканками, индианками, китаянками, мадагаскарскими женщинами. В 2005 году генетическое исследование расово смешанного населения Реюньона показало следующее. Для материнской (митохондриальной) ДНК гаплогруппы являются индийскими (44 %), восточноазиатскими (27 %), европейскими/ближневосточными (19 %) или африканскими (10 %). Индийские линии — M2, M6 и U2i, восточноазиатские — E1, D5a, M7c и F (E1 и M7c также встречаются только в Юго-Восточной Азии и на Мадагаскаре), европейские/ближневосточные — U2e, T1, J, H, и I, а африканские — это L1b1, L2a1, L3b и L3e1.
Для отцовской (Y-хромосома) ДНК гаплогруппы являются европейскими/ближневосточными (85 %) или восточноазиатскими (15 %). Европейские линии R1b и I, ближневосточные E1b1b1c (ранее E3b3) (также встречаются в Северо-Восточной Африке), а восточноазиатские линии R1a (встречаются во многих частях мира, включая Европу, Центральную и Южную Азию, но особенно последовательность была найдена в Азии) и O3.

### Сейшельские острова
Более 70 % коренного населения имеют афроазиатские корни, происходящие от африканских, малагасийских, индийских и китайских народов, в сочетании с дополнительными британскими и французскими корнями. Тем не менее, представители демографической группы особенно гордятся своим африканским/малагасийским наследием и создали институт, продвигающий их самобытность и культурную терпимость.

### Южная Африка и Намибия

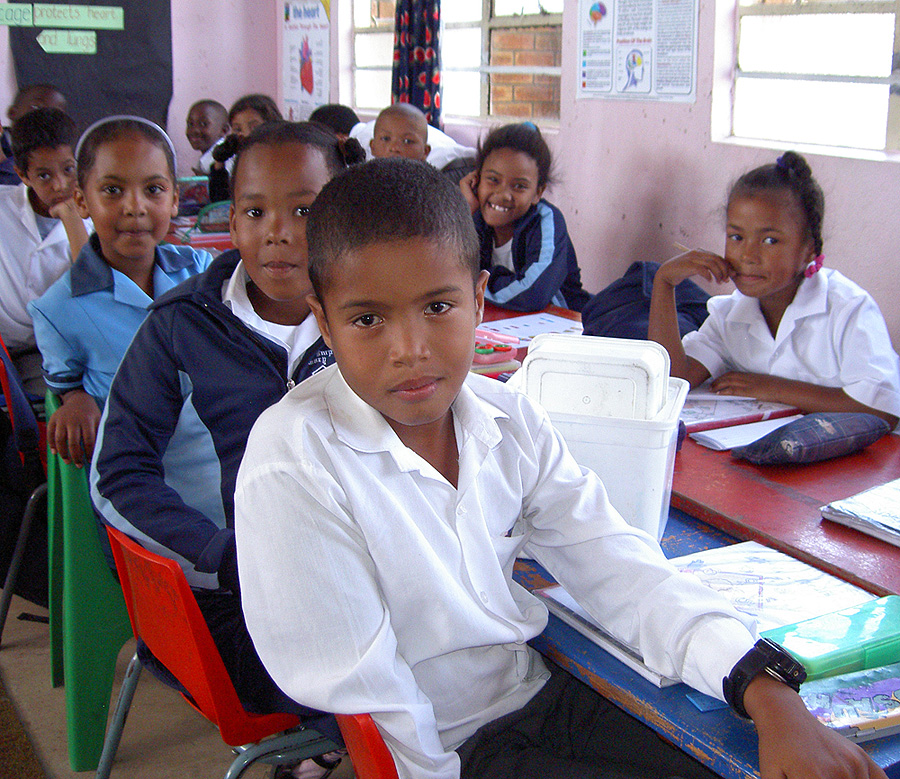
Капские школьники в Южной Африке

Капские цветные происходит от коренных народов койсан и коса, европейских иммигрантов и малагасийских, цейлонских и юго-восточноазиатских (в основном индонезийских) рабочих и рабов, привезённых голландцами с середины XVII века до конца XVIII века. Большинство цветных, особенно в Западно-Капской и Северно-Капской провинциях говорят на африкаанс как на родном языке, тогда как жители других частей Южной Африки, как правило, также говорят по-английски. Цветные с яванским или другим индонезийским происхождением могут часто рассматриваться как капские малайцы и в основном являются мусульманами, в то время как большинство цветных являются христианами (как правило, протестантами) или агностиками. Из-за аналогичных социальных невзгод, пережитых режимом апартеида с конца 1940-х до конца 1980-х годов, цветные и коренные общины Южной Африки обычно подпадают под социальную категорию чернокожих, когда дело касается занятости и политики позитивных действий.

#### ДНК этнических групп Южной Африки
Исследование мтДНК этнических людей из Южной Африки показывает значительный вклад африканской генетической мтДНК как в малайских, так и в южноафриканских индийцев. мтДНК капских малайцев показывает 10%-ный вклад африканской мтДНК в их генофонд, включая 20 % (1 из 5) индийцев Южной Африки; вклад африканской Y-ДНК, по-видимому, не обнаружен, но это могло быть связано с тем, что размер выборки был небольшим. Исследование мтДНК также показало, что примерно у 1 из 10 чернокожих южноафриканцев есть линии мтДНК, происходящие от евразийского (3,0 %) и азиатского или индийского происхождения (7,1 %).

#### Капские цветные
В современной этнической группе капских цветных присутствует значительная генетическая смесь ДНК Европы, Африки, Индии и Восточной/Юго-Восточной Азии. Наибольший генетический вклад в капских цветных вносит африканская материнская мтДНК, демонстрирующая очень высокие частоты на уровне 79,04 %, за которой следуют частоты африканской отцовской Y-ДНК на уровне 45,18 %. Европейский генетический вклад является вторым по величине после африканцев с высокой частотой 37,72 % от европейской Y-ДНК, но с низким вкладом европейской мтДНК в 4,26 %. Индийская генетика также показала значительную частоту, вклад мтДНК составляет 13,85 %, а Y-ДНК — 9,65 %, и, наконец, Y-ДНК Восточной/Юго-Восточной Азии в капских цветных также показала значительную частоту — 8,54 %, но с очень низким вкладом мтДНК Восточной/Юго-Восточной Азии составляет всего 1,6 %, некоторые из вкладов Юго-Восточной Азии из генофонда капских цветных могут частично происходить как из Восточной/Юго-Восточной Азии, так и из малагасийцев, которые также демонстрируют гаплогруппы O1a и O2a и B4a, B5a, F1c. Единственным исключением из полностью Восточной/Юго-Восточной азиатской линии в капских цветных являются гаплогруппы O3-M122 (3.58 %) и K-M9 (1.32 %), которые встречаются среди китайцев и выходцев из Юго-Восточной Азии, но не среди малагасийцев.
Афроазиатская примесь также значительна в мусульманском населении Южной Африки. Гаплогруппа O-M175, восточноазиатское мужское происхождение варьируется от умеренной до высокой частоты среди этнических меньшинств Южной Африки. Частота этой гаплогруппы составляет 6,14 % среди населения капских цветных. 18 % — мусульмане, принадлежащие к капским цветным, 38 % — мусульмане, принадлежащие к капским индийцам, и 10 % — другие капские мусульмане. Африканская материнская линия гаплогруппы L обнаружена у 47 % капских цветных мусульман, 44 % — у капских малайцев, 14 % — у индийских мусульман, 20 % — у другого мусульманского населения в Южной Африке.

### Уганда
Во время строительства железной дороги Восточная Африка-Уганда произошла массовая миграция индийцев в Восточную Африку. Азиатские мигранты женились на местных уроженках Уганды и дали начало поколениям афроазиатов.

#### Новая иммиграция
За последние десятилетия рабочие-мужчины, инвесторы, подрядчики, торговцы и предприниматели из Китая хлынули в Уганду. Все большее число китайских мужчин женятся на женщинах из Уганды, чтобы получить вид на жительство; многие из них заключают фиктивные браки. В результате родилось несколько детей от китайских отцов и угандийских матерей.
Представитель Управления по гражданству и иммиграционному контролю Уганды, обеспокоенный браками между китайскими мужчинами и угандийскими женщинами, сообщил комитету.
«Но у нас много тех, кто выходит замуж и даже производит… Даже наши угандийские женщины соглашаются [воспроизводить потомство] с этими мужчинами».

## Америка

### Центральная и Южная Америка

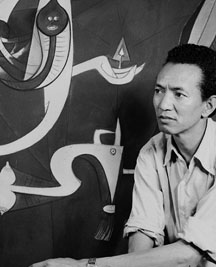
Знаменитый афро-китайско-кубинский художник XX века Вифредо Лам родился в семье китайца

В Центральную и Южную Америку значительное количество китайцев впервые начали прибывать в середине XIX века в рамках работорговли кули. К середине XX века на Кубе и в Перу проживало самое большое китайское население в регионе. К концу Второй мировой войны значительное количество жителей Центральной и Южной Америки произошли от местных женщин и китайских отцов. Одним из самых известных из них является афро-китайско-кубинский художник Вифредо Лам, известный как кубинский Пикассо. Есть также небольшое количество жителей Центральной и Южной Америки азиатского и африканского происхождения в таких странах, как Пуэрто-Рико, Гаити и Доминиканская Республика.

#### Куба
Около 120 000 кантонских кули, все мужчины, въехали на Кубу по контракту на 80 лет; большинство из них не вступали в брак, но Hung Hui (1975:80) цитирует, что между чернокожими женщинами и кантонскими кули часто наблюдалась сексуальная активность. Согласно Osberg (1965:69), свободные китайцы практиковали покупку рабынь и освобождение их специально для вступления в брак. В XIX и XX веках китайские мужчины (кантонцы) вступали в половую связь как с белыми, так и с чернокожими кубинскими женщинами, и от таких отношений родилось много детей.
В 1920-е годы также прибыло ещё 30 000 кантонцев и небольшие группы японцев; обе иммиграции были исключительно мужскими, и наблюдались быстрые смешанные браки с белым, чёрным и мулатским населением. Всемирный информационный справочник ЦРУ по Кубе в 2008 году утверждал, что население Кубы составляет 114 240 кубинцев китайского происхождения, и только 300 из них являются чистокровными китайцами.
В ходе исследования генетического происхождения, примеси и асимметрии в человеческих линиях по материнской и отцовской линии на Кубе у 132 особей мужского пола кубинской выборки было набрано тридцать пять SNP Y-хромосомы. В исследование не включались люди с каким-либо китайским происхождением. Все образцы были белыми и чернокожими кубинцами. Двое из 132 мужских выборок принадлежат к восточноазиатской гаплогруппе O2, которая значительно чаще встречается среди кантонцев и встречается у 1,5 % кубинского населения.

#### Гаити

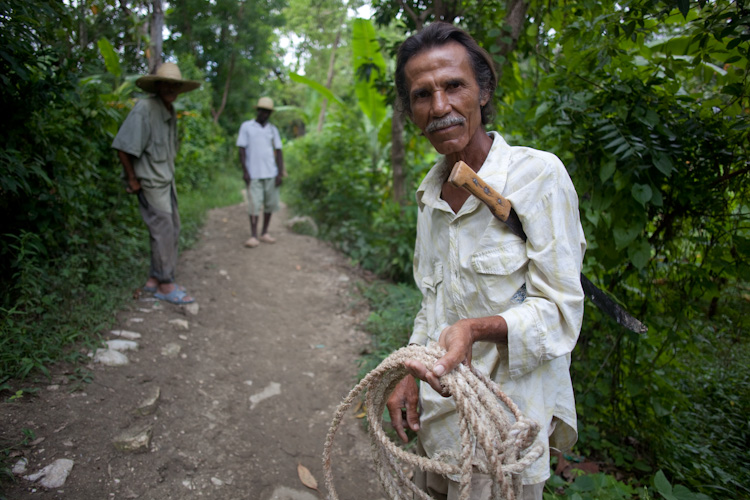
Гаитянский представитель народа марабу

На Гаити среди меньшинства имеется значительный процент лиц азиатского происхождения. Гаити также является родиной народов марабу, наполовину африканцев и наполовину восточноиндийцев, происходящих от иммигрантов из Восточной Индии, прибывших из других стран Карибского бассейна, таких как Мартиника и Гваделупа, и потомков африканских рабов. Большинство современных потомков первоначальных представителей марабу в основном имеют африканское происхождение.
В стране также проживает значительное китайско-гаитянское население. Один из самых известных афро-азиатов страны — покойный художник Edouard Wah, который родился в семье афро-гаитянки и отца-иммигранта из Китая. Есть небольшое количество жителей, которые имеют японское происхождение.

#### Перу
Около 100 000 кантонских кули (почти все мужчины) в 1849—1874 годах мигрировали в Перу и вступили в брак с перуанскими женщинами европейского, африканского, индейского, метисcкого и мулатского происхождения. Многие перуанские китайцы сегодня имеют смешанные испанские, индейские и китайские корни. Среди этого населения существует много потомков африканских рабов. По оценкам, китайско-перуанское население колеблется от 1,3 до 1,6 миллиона человек. По оценкам, перуанцы азиатского происхождения составляют 3 % населения, но по одним источникам, количество граждан китайского происхождения составляет 4,2 миллиона, что составляет 15 % от общей численности населения страны.

#### Бразилия
В Бразилии самая большая японская община за пределами Японии, а также большое китайское и корейское меньшинство. Коричневое население страны, включающее бразильцев смешанной расы, метисов и мулатов, составляет почти половину всего населения, а также включает людей евразийского, цыганского и коренного происхождения. Межрасовые браки между азиатами, в основном японцами и бразильцами африканского происхождения, встречаются реже, чем браки между выходцами из Восточной Азии и бразильцами европейского, арабского и еврейского происхождения, которые нередки и известны как хафу или айноко. Большинство жителей Восточной Азии проживает в штатах Сан-Паулу и Парана. Афроазиатов можно найти в штате Рио-де-Жанейро, где проживает значительное китайское меньшинство, а также вьетнамское и индонезийское население, и в Баия, где проживает большинство чернокожих.

### Вест-Индия

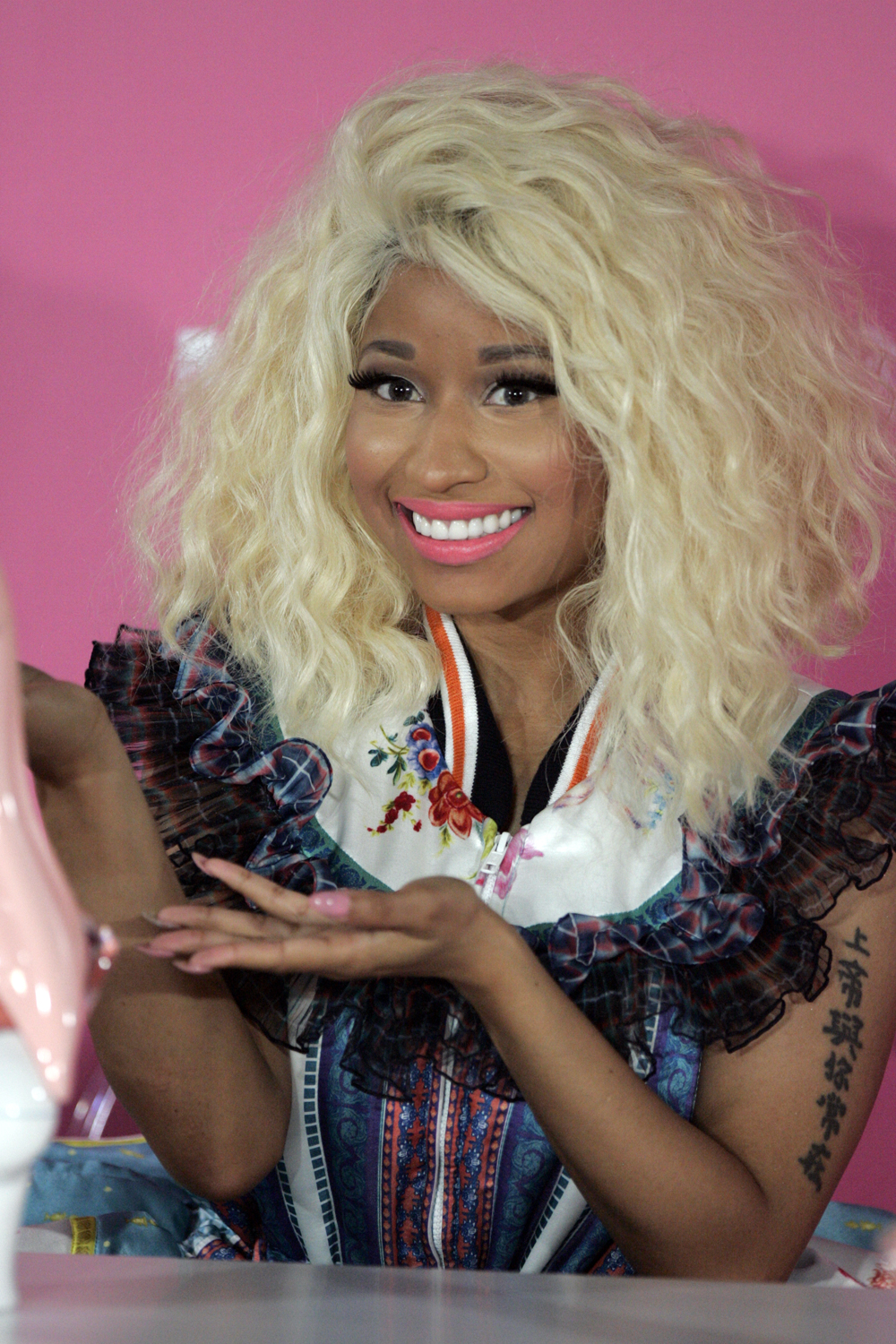
Ники Минаж имеет афро-тринидадские и восточно-индийские корни

В 1860-х годах иммигранты из Восточной Индии и Китая прибыли в Вест-Индию в качестве наемных слуг. Китайские рабочие-мужчины и мигранты уезжали в Перу, Кубу, Гаити, Гайану, Суринам, Ямайку и Тринидад, где они часто вступали в брак с местными чернокожими женщинами, что приводило к появлению большого числа детей со смешанным расовым составом. Согласно переписи 1946 года на Ямайке и Тринидаде, 12 394 китайца проживали между Ямайкой и Тринидадом. 5515 из тех, кто жил на Ямайке, были ямайцами китайского происхождения, а ещё 3673 были тринидадцами китайского происхождения, проживающими в Тринидаде. Китайские мужчины, женившиеся на африканских женщинах в Гайане и Тринидаде и Тобаго, были в основном кантонцами, в то время как китайские мужчины, женившиеся на африканских женщинах на Ямайке, были в основном хакка. В своей книге и документальном фильме В поисках Сэмюэля Лоу: Китай, Ямайка, Гарлем, американка афрокитайского и ямайского происхождения Паула Мэдисон рассказывает о жизни и путешествиях своего дедушки. Путешествие заканчивается воссоединением ближайших родственников автора с их недавно обнаруженной большой семьей в Гуандуне, Китай. По данным переписи 1871 года, численность населения составляла 506 154 человека, из которых 246 573 — мужчины и 259 581 — женщины. Их расы были зарегистрированы как 13 101 белый человек, 100 346 цветных (смешанных чёрно-белых) и 392 707 чернокожих, причём меньшинство составляли представители других рас.
Многие тысячи мужчин европейского, индийского, китайского происхождения женились на местных чернокожих африканках. Результаты Pub Med также были опубликованы в том же году (2012): "Наши результаты показывают, что изученная популяция Ямайки демонстрирует преимущественно отцовский компонент из Южной Сахары с гаплогруппами A1b-V152, A3-M32, B2-M182, E1a-M33, E1b1a-M2, E2b-M98 и R1b2-V88, составляющими 66,7 % отцовского генофонда Ямайки. Тем не менее, хромосомы европейского происхождения (то есть гаплогруппы G2a*-P15, I-M258, R1b1b-M269 и T-M184) были обнаружены на соответствующих уровнях на Ямайке (18,9 %), тогда как Y-гаплогруппы, указывающие на китайское [O-M175 (3,8 %)] и индийское [H-M69 (0,6 %) и L-M20 (0,6 %)] происхождение, были ограничены Ямайкой. Африканская отцовская ДНК составило — 66,7 %, европейская отцовская ДНК — 18,9 %, китайская отцовская ДНК — 3,8 %, индийская отцовская — ДНК 1,2 %.
На Ямайке, Гайане, Суринаме и Тринидаде часть населения составляют люди индийского происхождения (от дедушки по отцовской линии), некоторые из которых внесли свой вклад в воспитание афроазиатско-карибских детей.

#### Гайана
В период с 1853 по 1879 год примерно 14 000 китайских наемных рабочих прибыли в Британскую Гвиану по пятилетним контрактам для работы на сахарных плантациях колонии. Вскоре они интегрировались в местную культуру, приняли христианство и выучили английский язык. Большинство рабочих были неженатыми мужчинами и вступали в браки с местными индогвианскими и афрогвианскими женщинами.

#### Тринидад и Тобаго
Страна известна тем, что в ней проживает большое индийское население, основанное на колониальной плантационной экономике XVIII-го и XIX-го веков. В Тринидаде и Тобаго лиц смешанного афро-индийского происхождения называют «douglas». Одними из самых известных афроазиатов страны являются её бывший президент Джордж Максвелл Ричардс и певица Ники Минаж.

### Соединенные Штаты

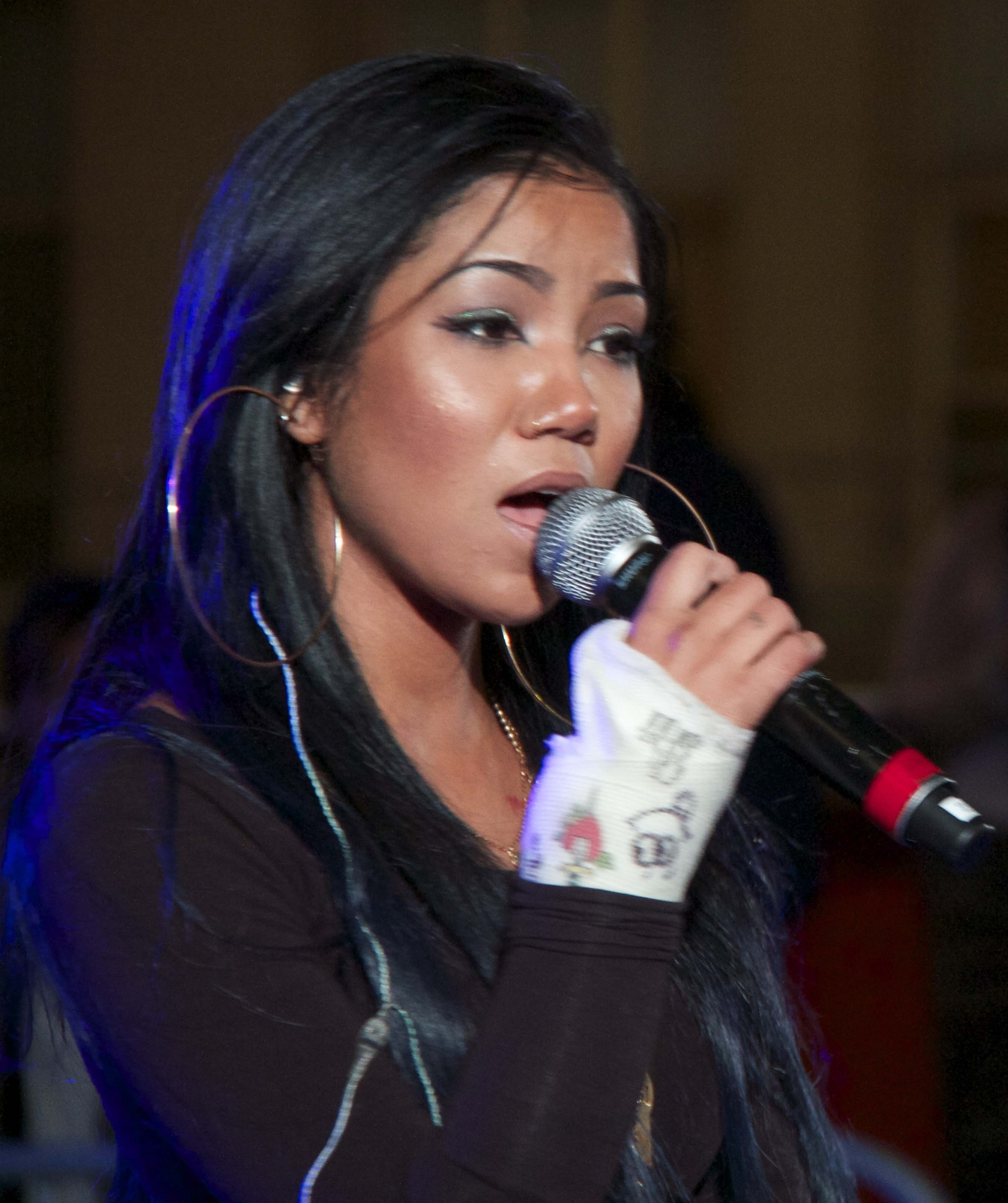
Джене Айко имеет испанское, доминиканское, японское, индейское, афроамериканское и немецко-еврейское происхождение.
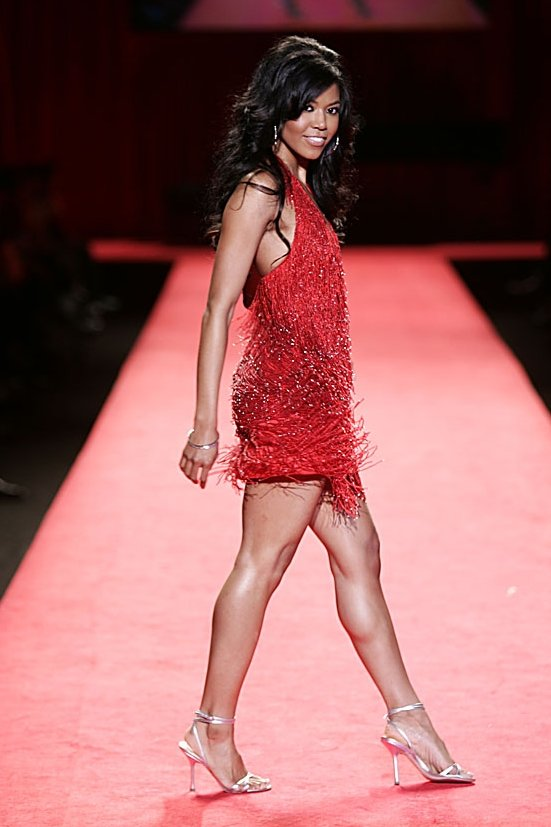
Амери имеет афроамериканское и корейское происхождение.
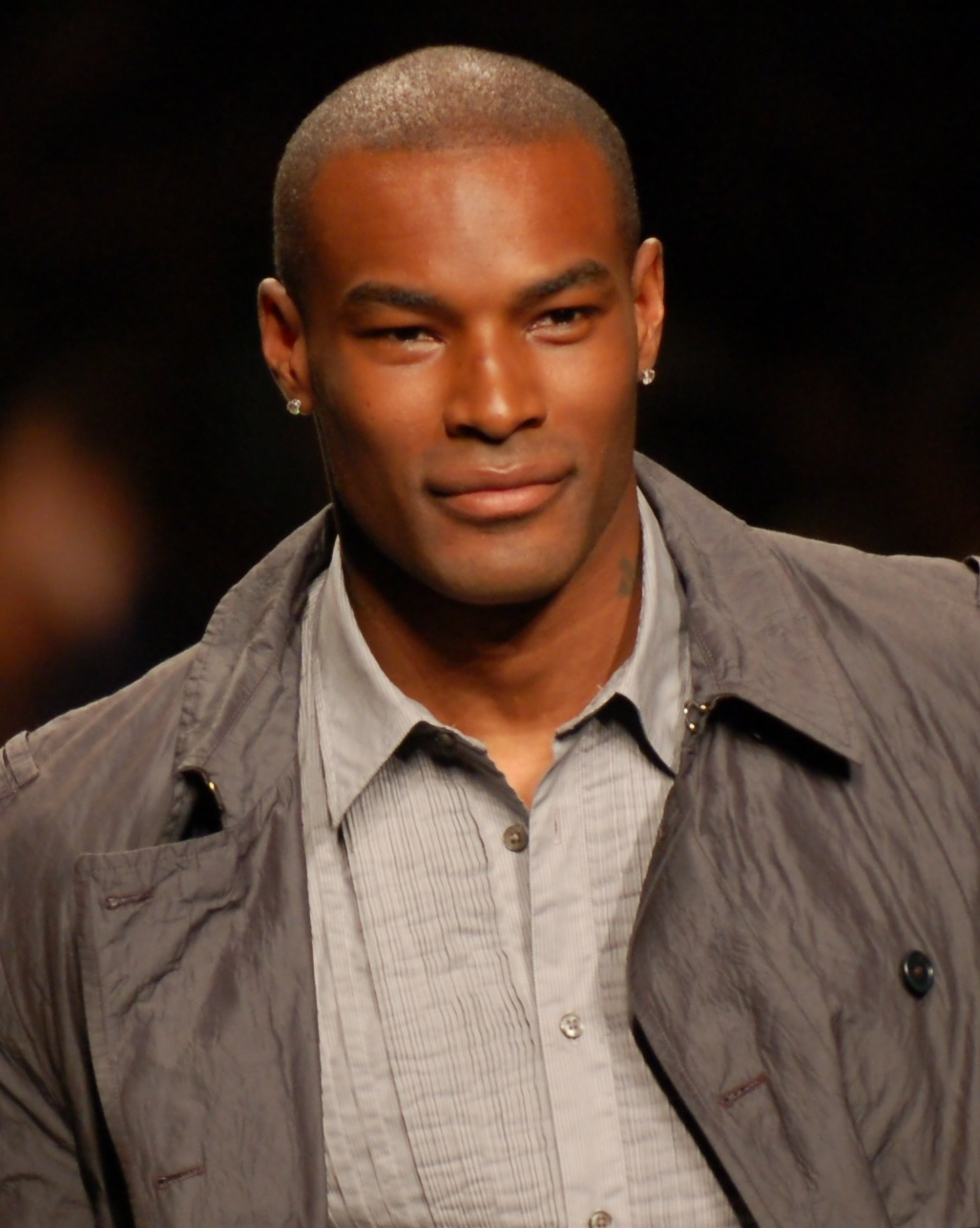
Тайсон Бекфорд имеет панамское, ямайское и китайское происхождение.
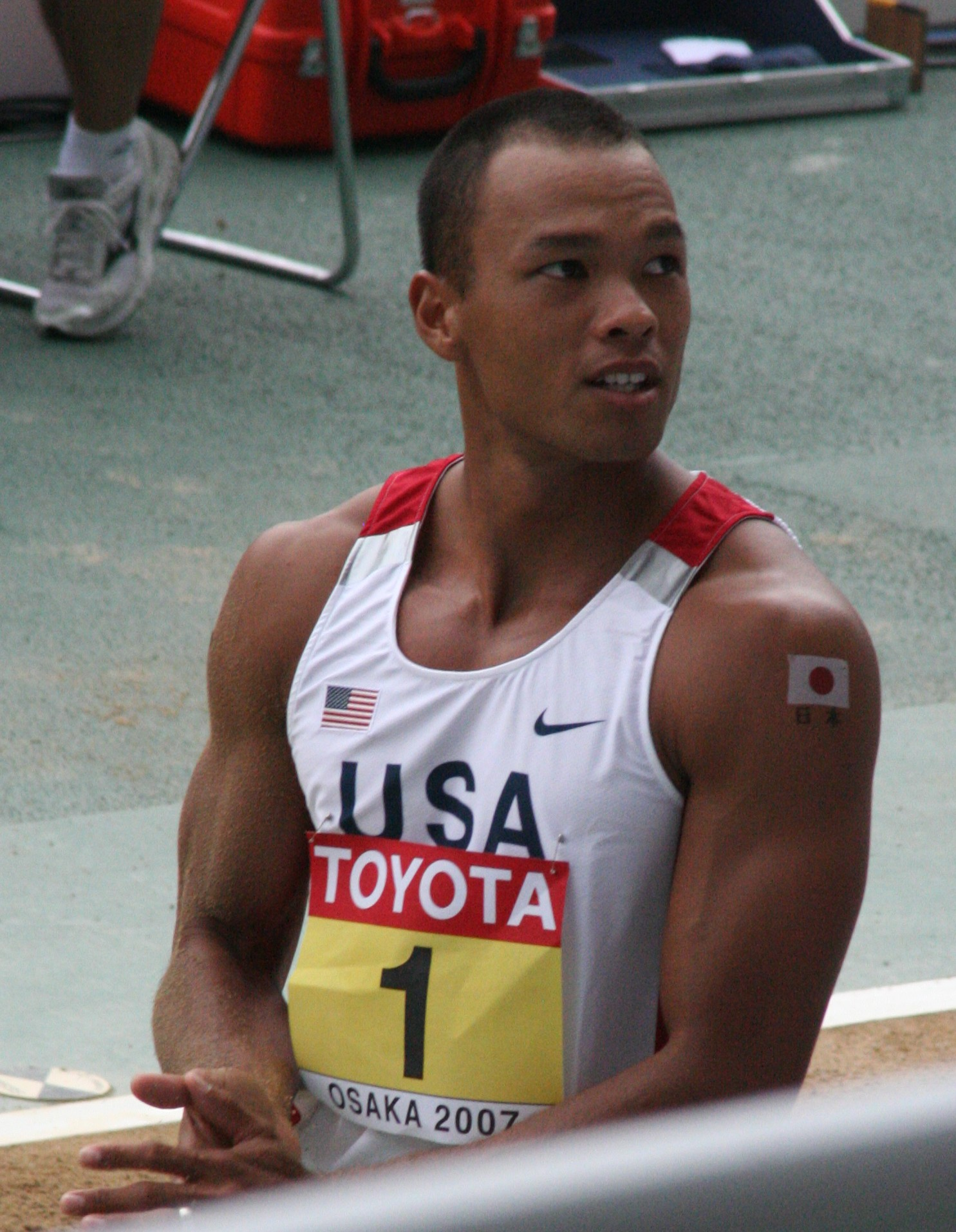
Брайан Клэй имеет афроамериканское и японское происхождение.
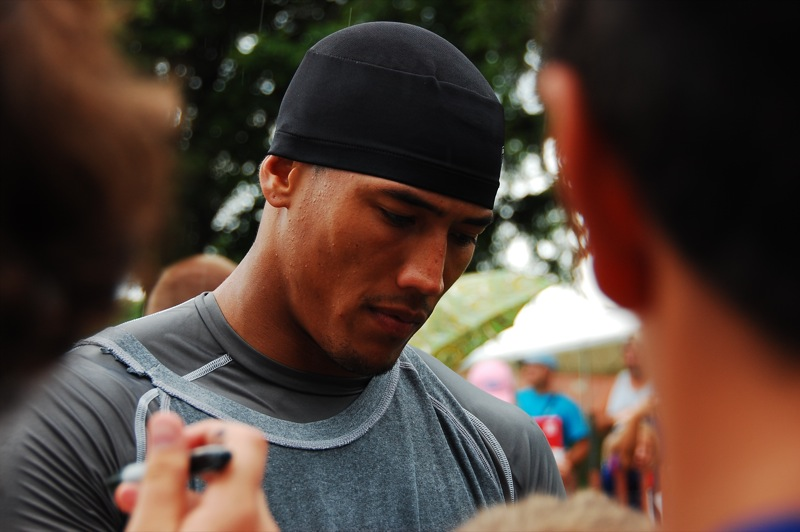
Уилл Демпс имеет афроамериканское и корейское происхождение.
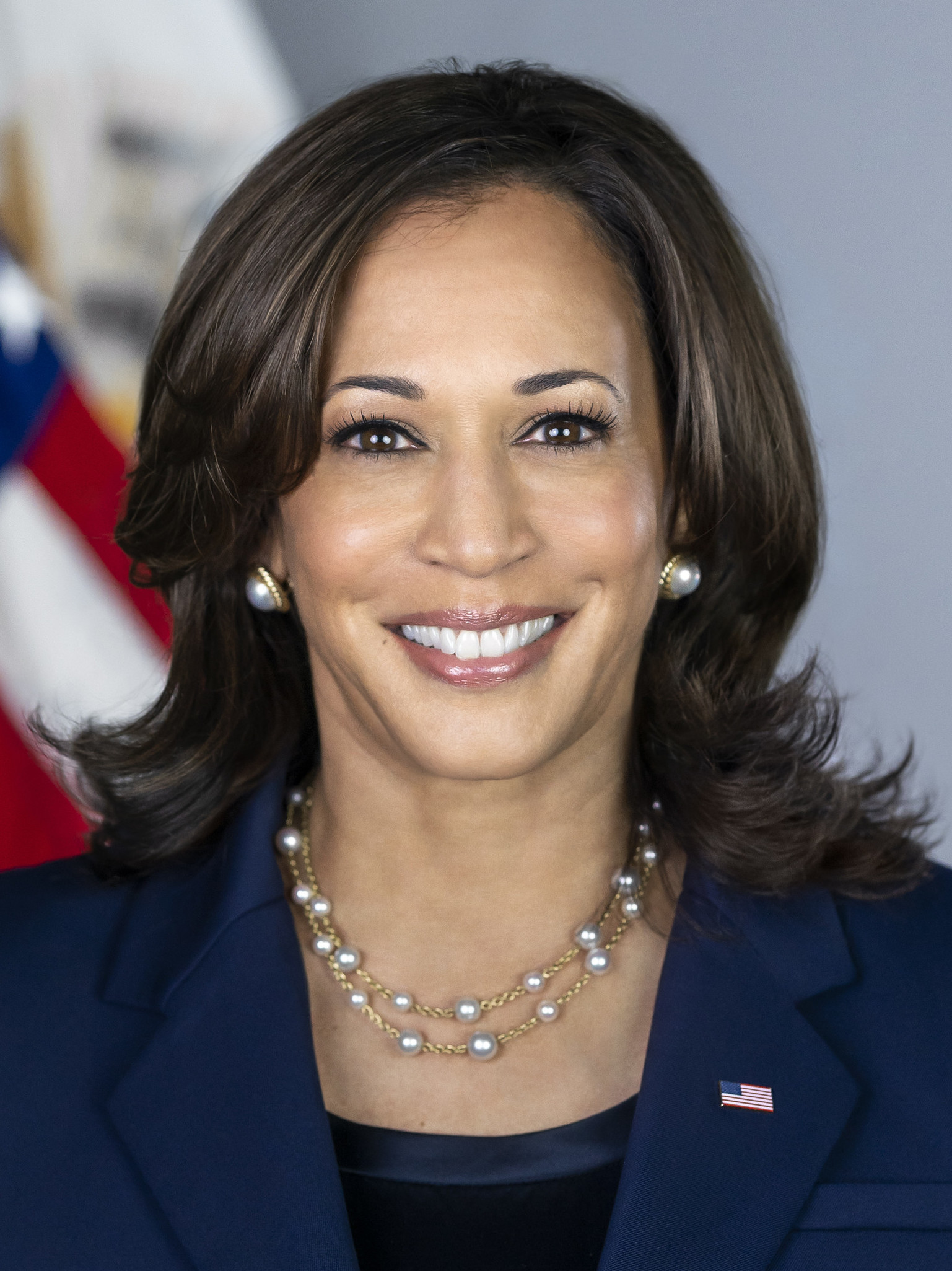
Камала Харрис имеет ямайские и индийские корни.
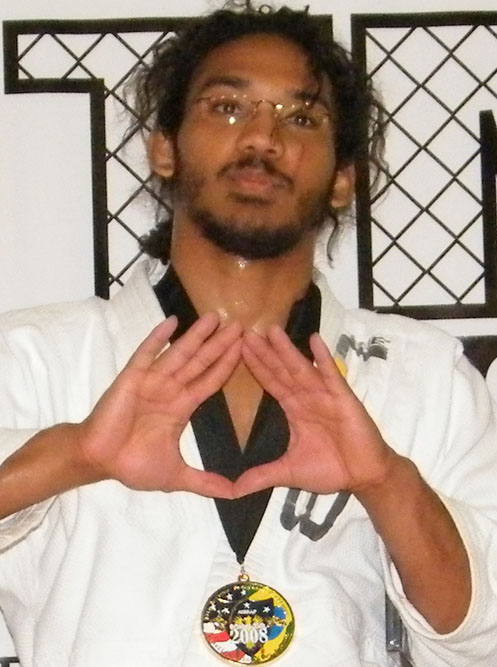
Бенсон Хендерсон имеет афроамериканское и корейское происхождение.
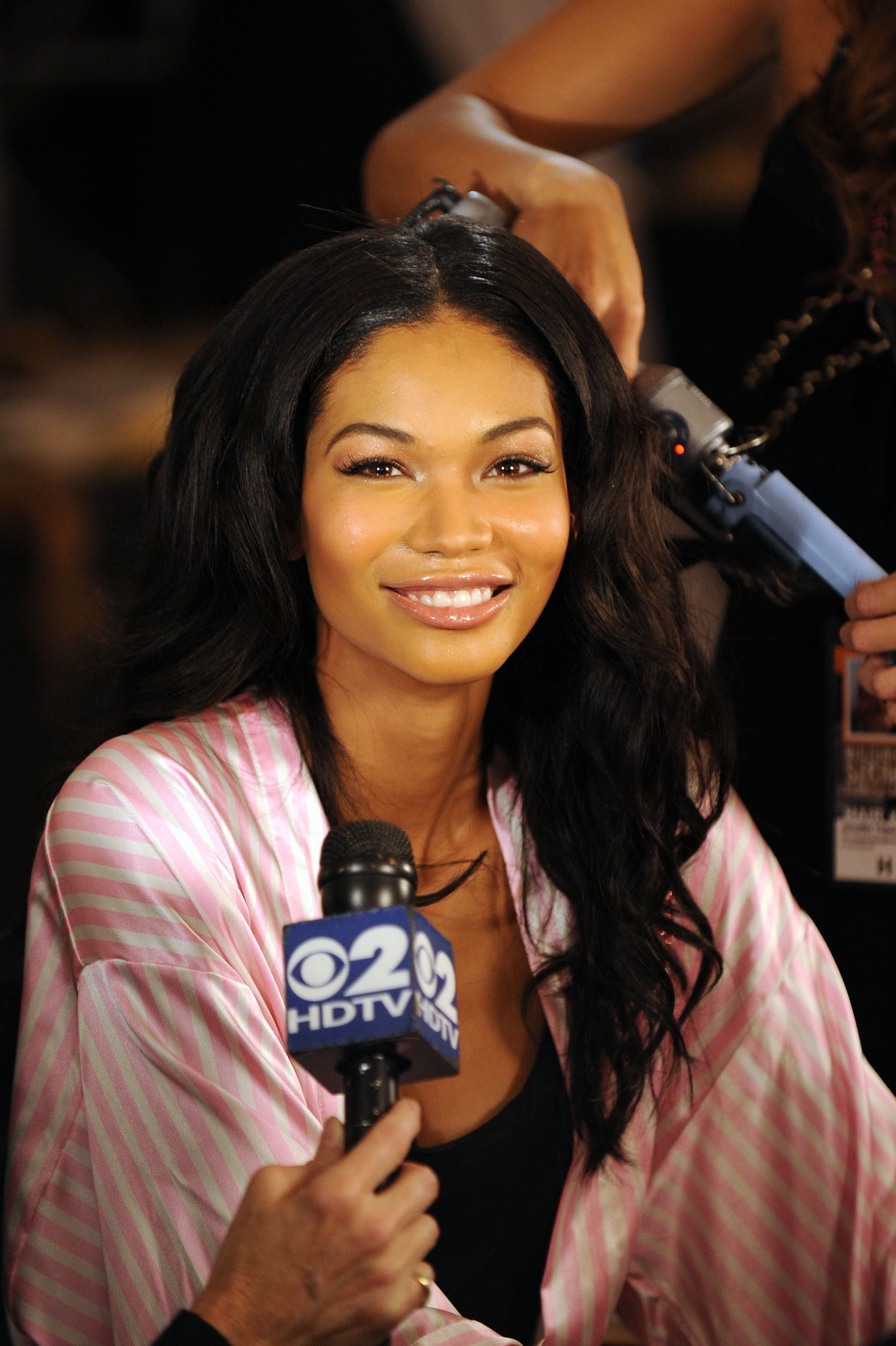
Шанель Иман имеет афроамериканское и корейское происхождение.
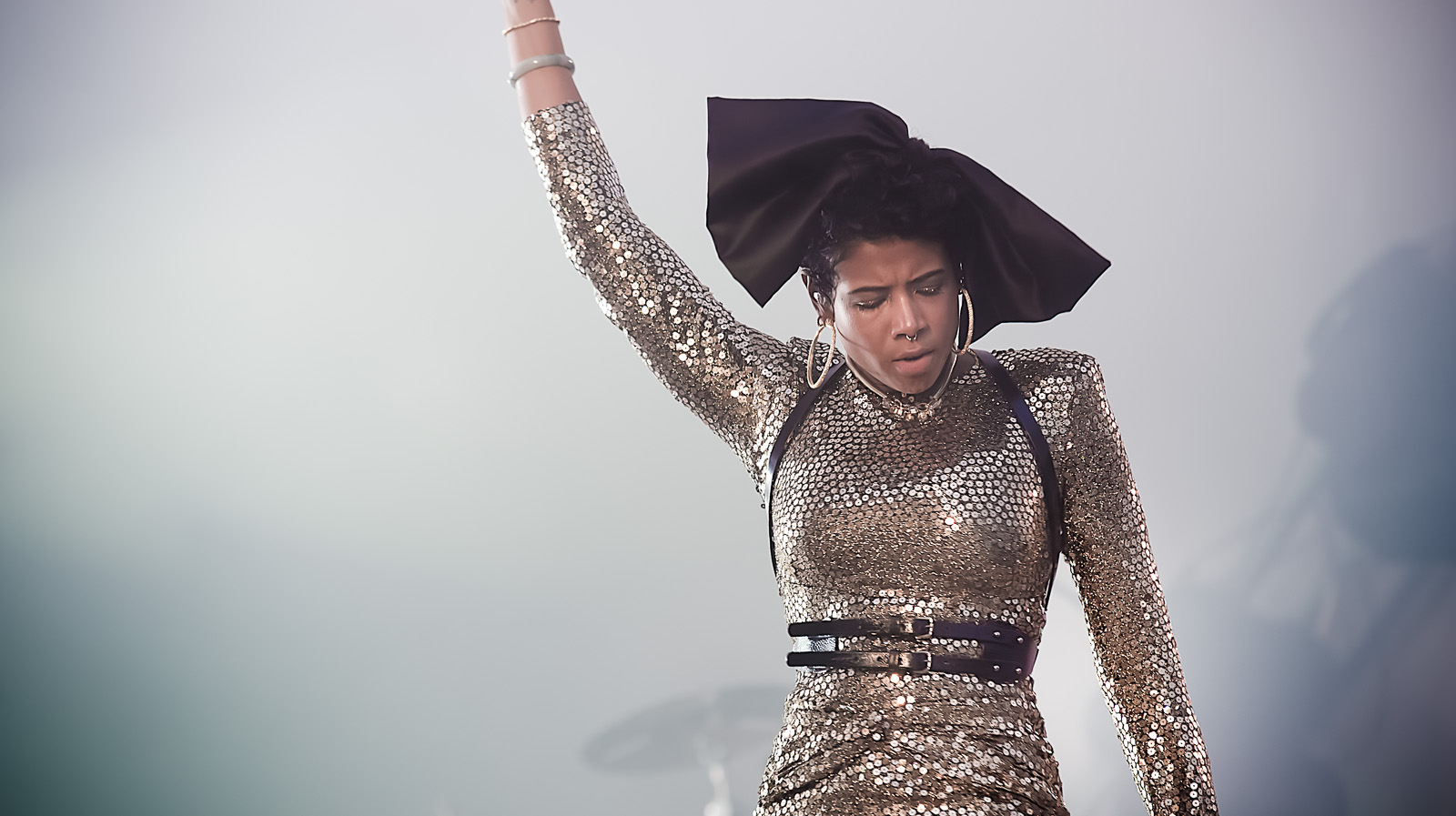
Келис имеет афроамериканское и китайско-пуэрто-риканское происхождение.
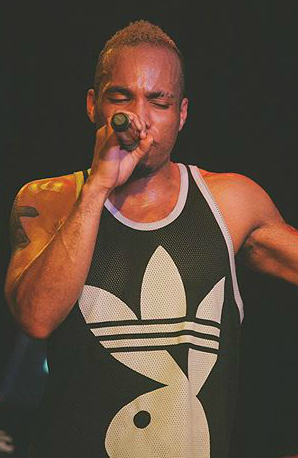
Андерсон Пак имеет афроамериканское и корейское происхождение.
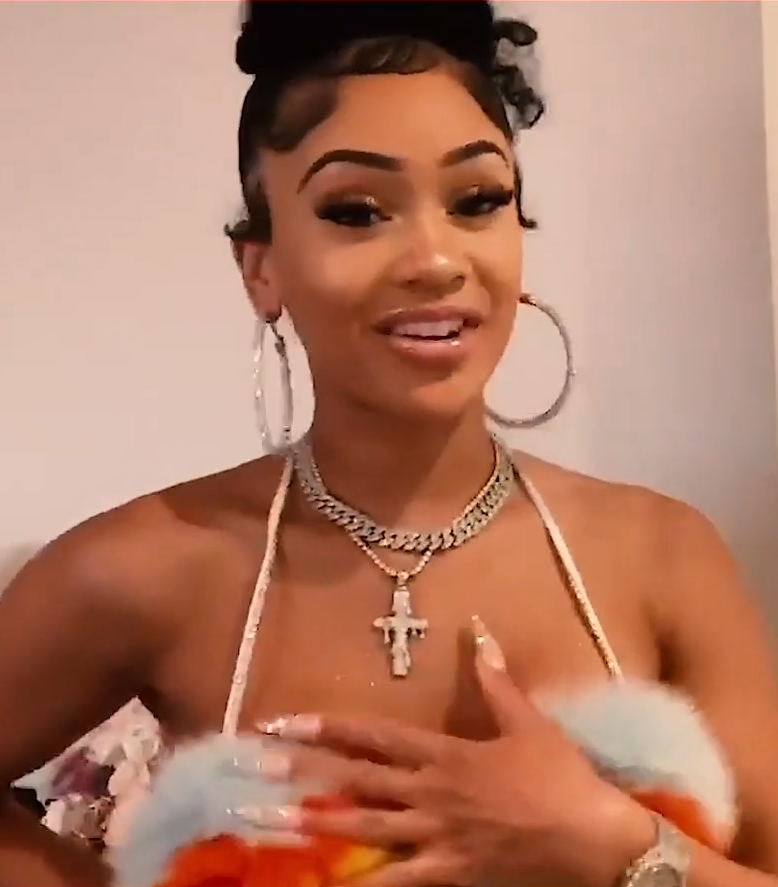
Saweetie имеет афроамериканское, китайское и филиппинское происхождение.
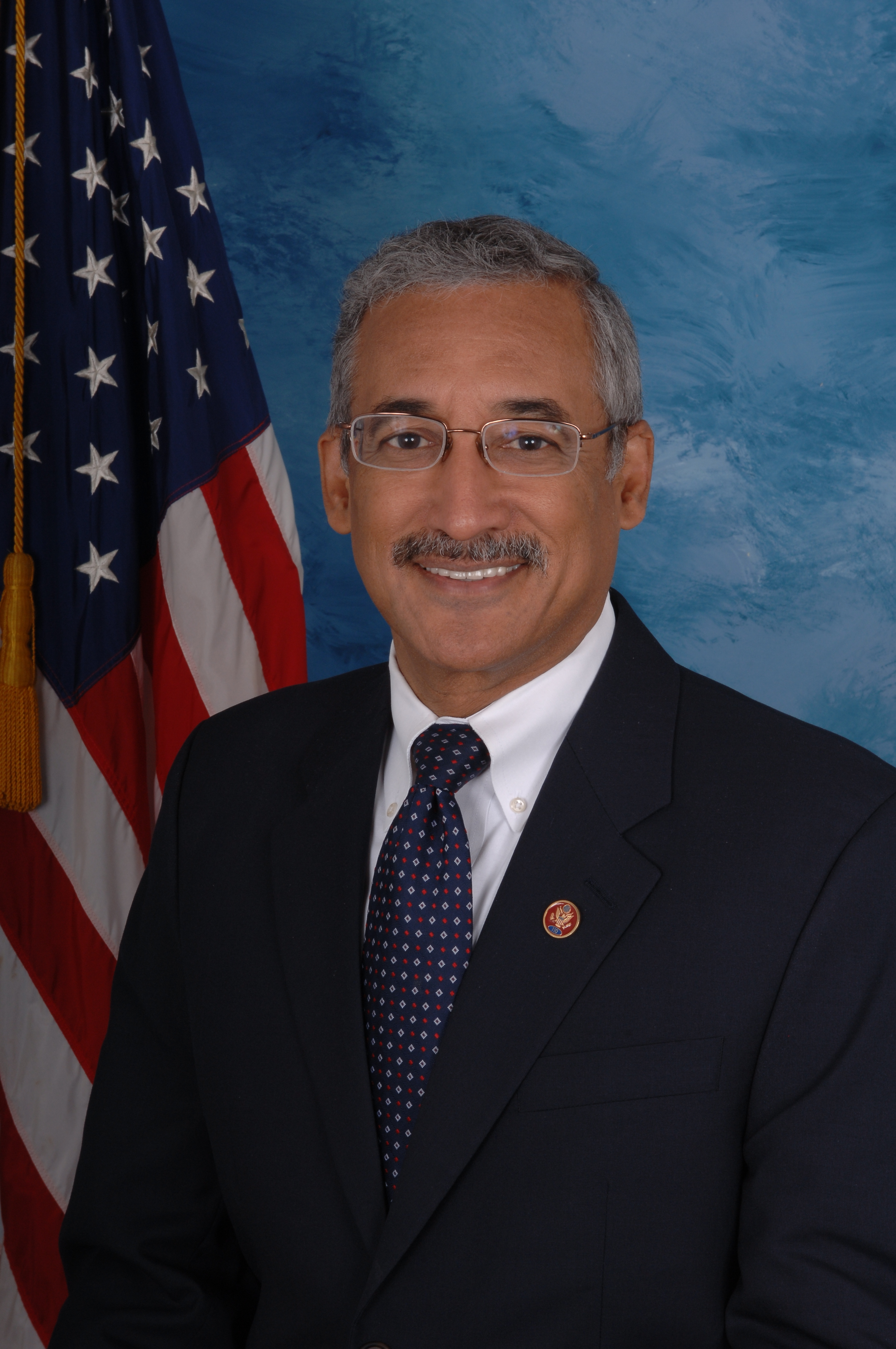
Бобби Скотт имеет афроамериканское и филиппинское происхождение.
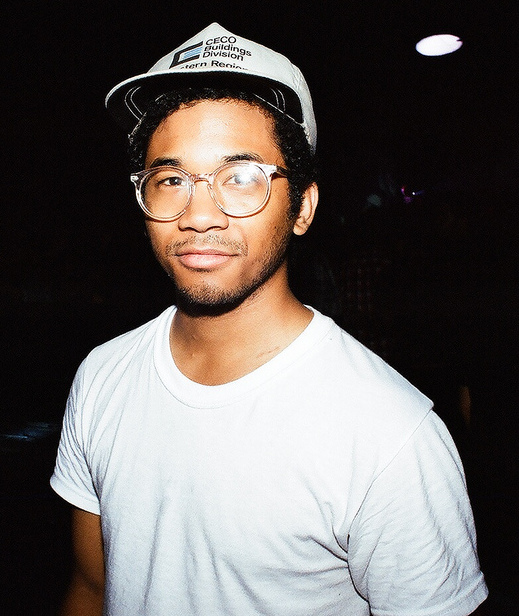
Toro y Moi имеет афроамериканское и филиппинское происхождение.
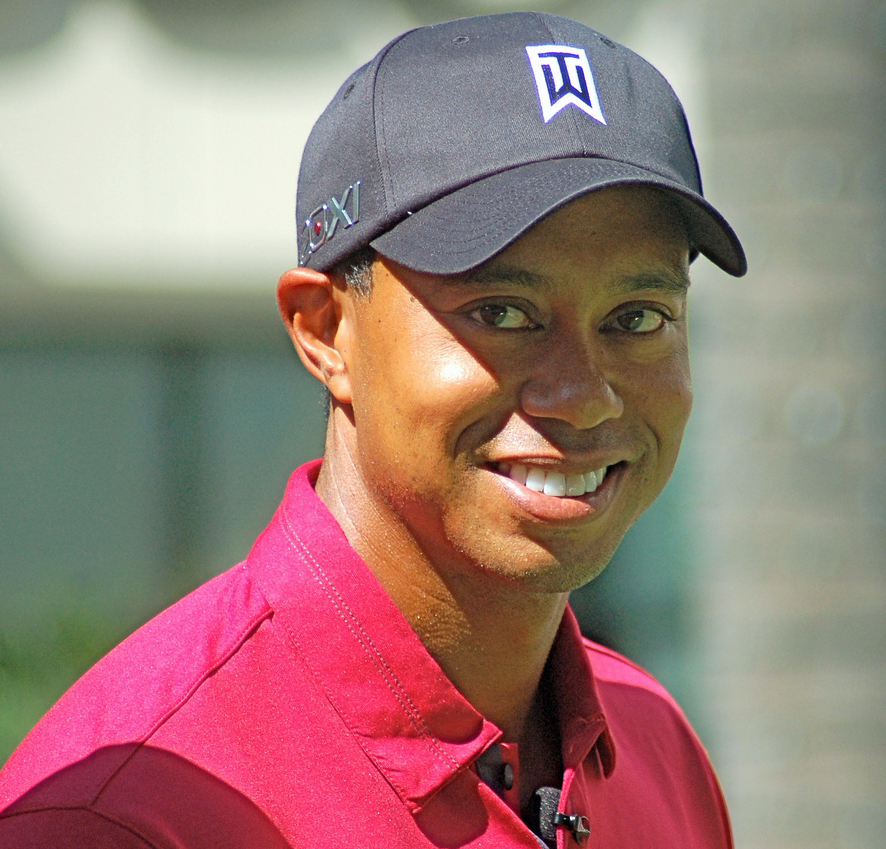
Тайгер Вудс имеет смешанное голландское, афроамериканское, индейское, китайское и тайское происхождение.
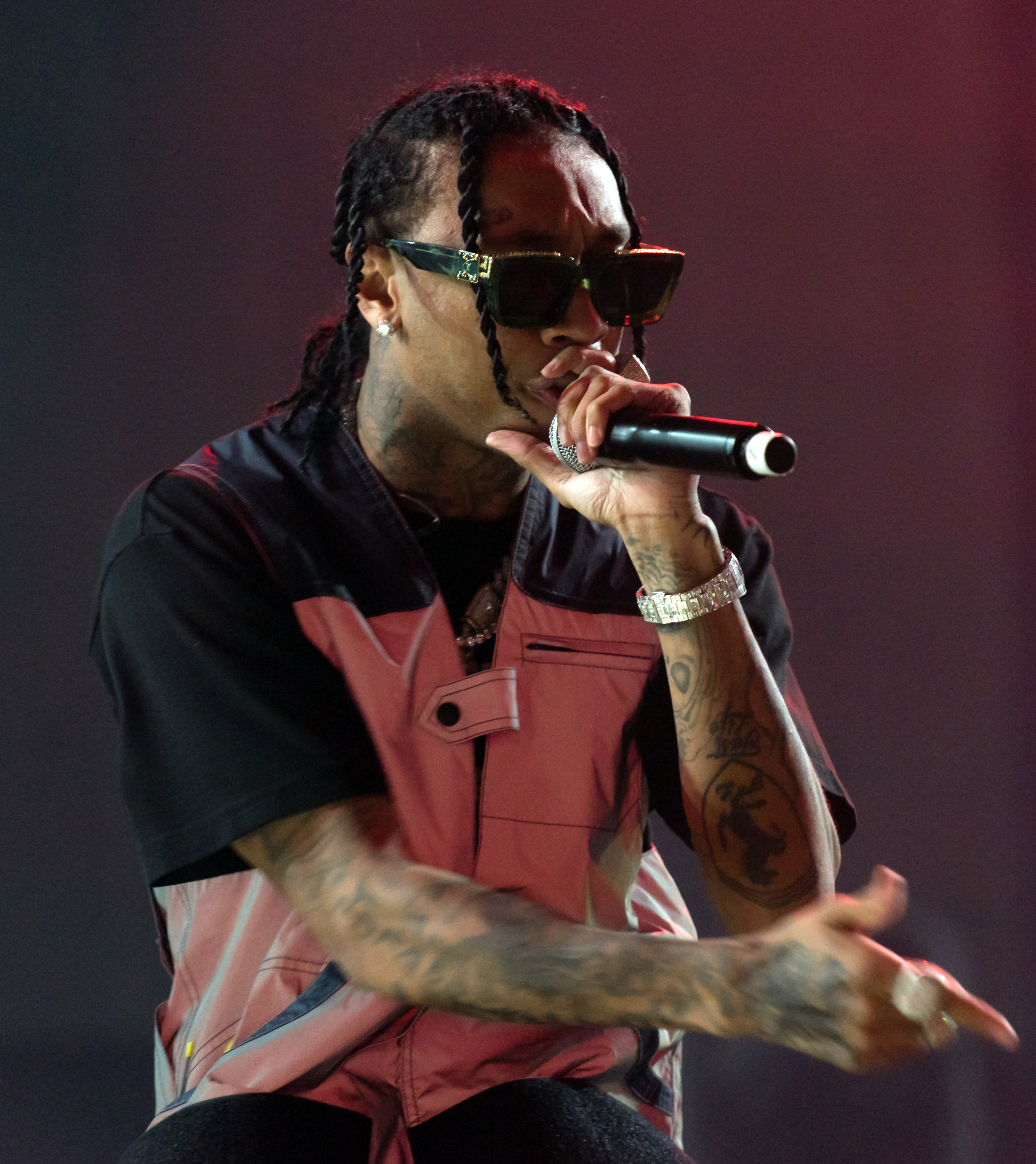
Tyga имеет ямайское и вьетнамское происхождение.
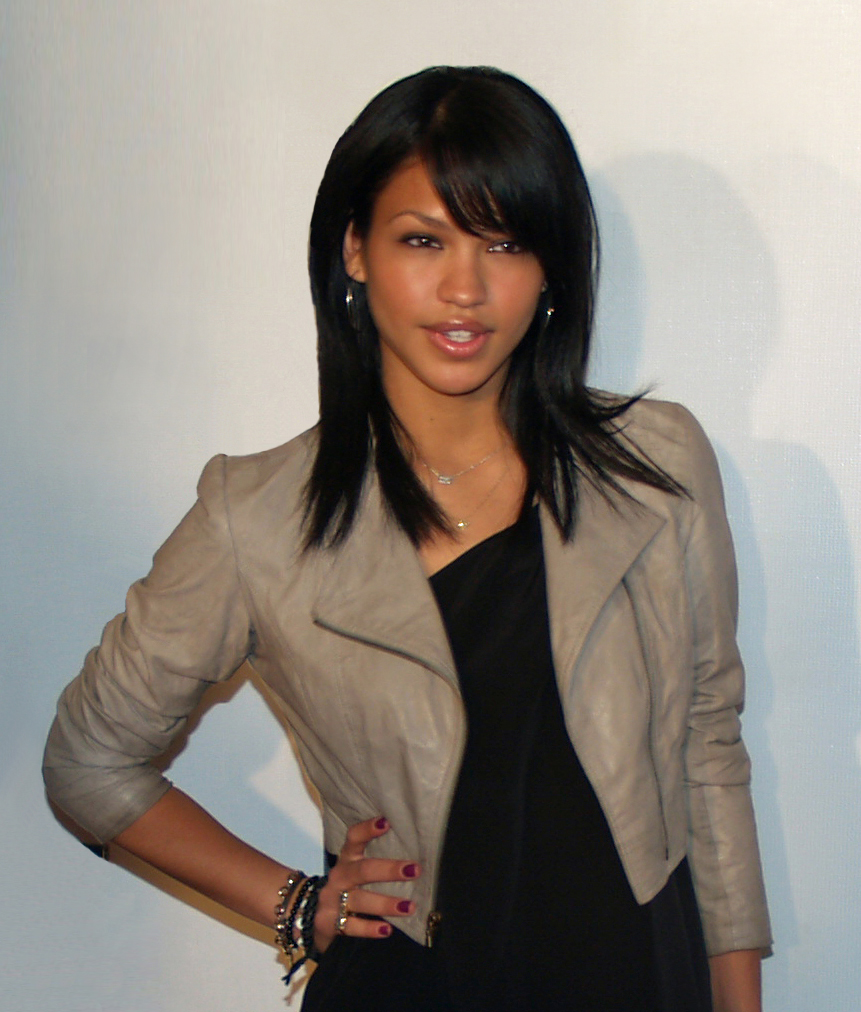
Кэсси Вентура имеет афроамериканское, мексиканское, вест-индийское и филиппинское происхождение.

В 1882 году был принят Закон об исключении китайцев, и китайские рабочие, которые предпочли остаться в США, больше не могли находиться со своими женами, которые остались в Китае. Поскольку белые американцы смотрели на китайских рабочих как на крадущих рабочие места, они подвергались преследованиям и дискриминации. Многие китайские мужчины поселились в чернокожих общинах в таких штатах, как Миссисипи, и, в свою очередь, женились на чернокожих женщинах. В середине XIX—XX веков сотни тысяч китайских мужчин, в основном кантонского происхождения из Тайшаня, мигрировали в Соединённые Штаты. Законы о борьбе со смешанным происхождением во многих штатах запрещали китайским мужчинам жениться на белых женщинах. После провозглашения эмансипации многие смешанные браки в некоторых штатах не регистрировались, и исторически сложилось так, что американцы китайского происхождения женились на афроамериканских женщинах в большей пропорции по сравнению с их общим числом браков из-за того, что в Соединённых Штатах было мало американок китайского происхождения. После провозглашения эмансипации многие американцы китайского происхождения иммигрировали в южные штаты, особенно в Арканзас, чтобы работать на плантациях. Например, в 1880 году только в ходе десятой переписи населения Луизианы в США 57 % межрасовых браков между американцами китайского происхождения приходились на афроамериканцев, а 43 % — на женщин европейского происхождения. От 20 до 30 % китайцев, живших в Миссисипи, были женаты на чернокожих женщинах до 1940 года. При генетическом исследовании 199 образцов афроамериканских мужчин было обнаружено, что один принадлежит к гаплогруппе O2a (или 0,5 %).

#### Другие известные люди

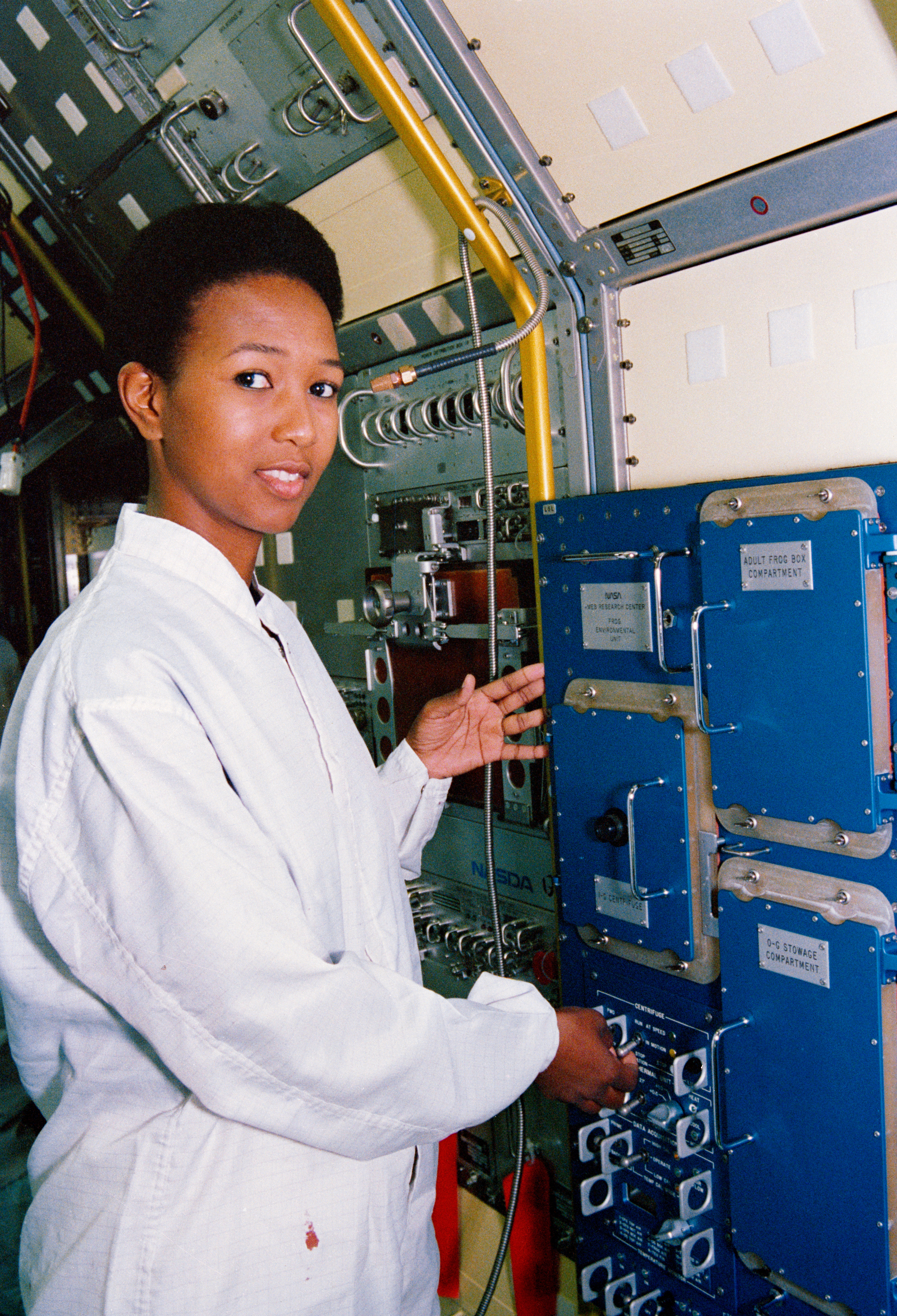
Мэй Джемисон в Космическом центре Кеннеди в январе 1992 года

Историк Генри Луис Гейтс-младший в документальном мини-сериале Жизни афроамериканцев обнаружил, что астронавт НАСА Мэй Джемисон имеет значительную (более 10 %) генетическую примесь из Восточной Азии. Гейтс предположил, что смешанные браки/отношения между китайскими рабочими-мигрантами в XIX веке и чернокожими или афроамериканскими рабами или бывшими рабами, возможно, способствовали её этническому генетическому составу. В переписи 1960-х годов 300 китайских мужчин были женаты на чернокожих женщинах, и наоборот, также 100.

#### Отчёты переписи населения США
Согласно переписи населения США 2010 года, в Соединённых Штатах насчитывается 185 595 человек африканского или афроамериканского и азиатского происхождения. В отчётах также предлагается следующая разбивка всех групп, имеющих коренное африканское или афроамериканское и азиатское происхождение:

| Группа населения | Общее число |
| --- | ----------- |
| Коренной африканец или афроамериканец, азиат | 185,595     |
| Коренной африканец или афроамериканец, азиат и белый | 61,511      |
| Коренной африканец или афроамериканец, азиат и некоторая другая раса | 8,122       |
| Коренной африканец или афроамериканец, азиат, американский индеец и уроженец Аляски                                                                                       | 9,460       |
| Коренной африканец или афроамериканец, азиат, уроженец Гавайев и других тихоокеанских островов                                                                            | 4,852       |
| Коренной африканец или афроамериканец, азиат, белый и некоторая другая раса                                                                                               | 2,420       |
| Чернокожий коренной африканец или афроамериканец, азиат, американский индеец, уроженец Аляски, уроженец Гавайев и других тихоокеанских островов                           | 1,011       |
| Коренной африканец или афроамериканец, азиат, американский индеец, уроженец Аляски и белый                                                                                | 19,018      |
| Коренной африканец или афроамериканец, азиат, американский индеец, уроженец Аляски, белый и некоторая другая раса                                                         | 1,023       |
| Коренной африканец или афроамериканец, азиат, американский индеец, уроженец Аляски, белый, уроженец Гавайев и других тихоокеанских островов                               | 6,605       |
| Коренной африканец или афроамериканец, азиат, американский индеец, уроженец Аляски и некоторая другая раса                                                                | 539         |
| Коренной африканец или афроамериканец, азиат, американский индеец, уроженец Аляски, уроженец Гавайев, другой житель тихоокеанских островов, белый и некоторая другая раса | 792         |
| Коренной африканец или афроамериканец, азиат, коренной житель Гавайев и других тихоокеанских островов, белый и некоторая другая раса                                      | 268         |

| Ранг | Штат              | Население по данным переписи 2010 г. |
| ---- | ----------------- | ------------------------------------ |
| 1    | Калифорния        | 41,249                               |
| 2    | Техас             | 11,132                               |
| 3    | Нью-Йорк          | 20,896                               |
| 4    | Флорида           | 16,040                               |
| 5    | Иллинойс          | 4,935                                |
| 6    | Пенсильвания      | 4,508                                |
| 7    | Огайо             | 3,666                                |
| 8    | Мичиган           | 3,213                                |
| 9    | Джорджия          | 7,918                                |
| 10   | Северная Каролина | 4,929                                |
| 11   | Нью-Джерси        | 5,814                                |
| 12   | Виргиния          | 7,056                                |
| 13   | Вашингтон         | 6,290                                |
| 14   | Массачусетс       | 2,495                                |
| 15   | Индиана           | 1,603                                |
| 16   | Аризона           | 2,986                                |
| 17   | Теннесси          | 1,971                                |
| 18   | Миссури           | 1,662                                |
| 19   | Мэриленд          | 6,487                                |
| 20   | Висконсин         | 1,032                                |
| 21   | Миннесота         | 1,934                                |
| 22   | Колорадо          | 2,693                                |
| 23   | Алабама           | 1,632                                |
| 24   | Южная Каролина    | 2,227                                |
| 25   | Луизиана          | 1,817                                |
| 26   | Кентукки          | 970                                  |
| 27   | Орегон            | 1,059                                |
| 28   | Оклахома          | 1,313                                |
| 29   | Коннектикут       | 1,666                                |
| 30   | Айова             | 519                                  |
| 31   | Миссисипи         | 1,934                                |
| 32   | Арканзас          | 668                                  |
| 33   | Канзас            | 1,011                                |
| 34   | Юта               | 466                                  |
| 35   | Невада            | 3,569                                |
| 36   | Нью-Мексико       | 544                                  |
| 37   | Западная Виргиния | 181                                  |
| 38   | Небраска          | 442                                  |
| 39   | Айдахо            | 171                                  |
| 40   | Гавайи            | 2,694                                |
| 41   | Мэн               | 101                                  |
| 42   | Нью-Гэмпшир       | 152                                  |
| 43   | Род-Айленд        | 323                                  |
| 44   | Монтана           | -                                    |
| 45   | Делавэр           | 693                                  |
| 46   | Южная Дакота      | 107                                  |
| 47   | Аляска            | 530                                  |
| 48   | Северная Дакота   | -                                    |
| 49   | Вермонт           | -                                    |
| 50   | Вашингтон         | 900                                  |
| 51   | Вайоминг          | -                                    |
|      | Соединённые Штаты | 185,595                              |

## Центральная Азия

### Афганистан
Среди этнических хазарейцев, которые были потомками монгольских захватчиков, смешавшихся с иранским населением, были обнаружены африканские линии к югу от Сахары как в отцовской, так и в материнской линии хазар, 5,1 % африканской Y-ДНК B и 7,5 % африканской гаплогруппы мтДНК L. Происхождение и дата появления этой примеси неизвестны, но считается, что это произошло во время работорговли в Афганистане.

## Восточная Азия

### Китай

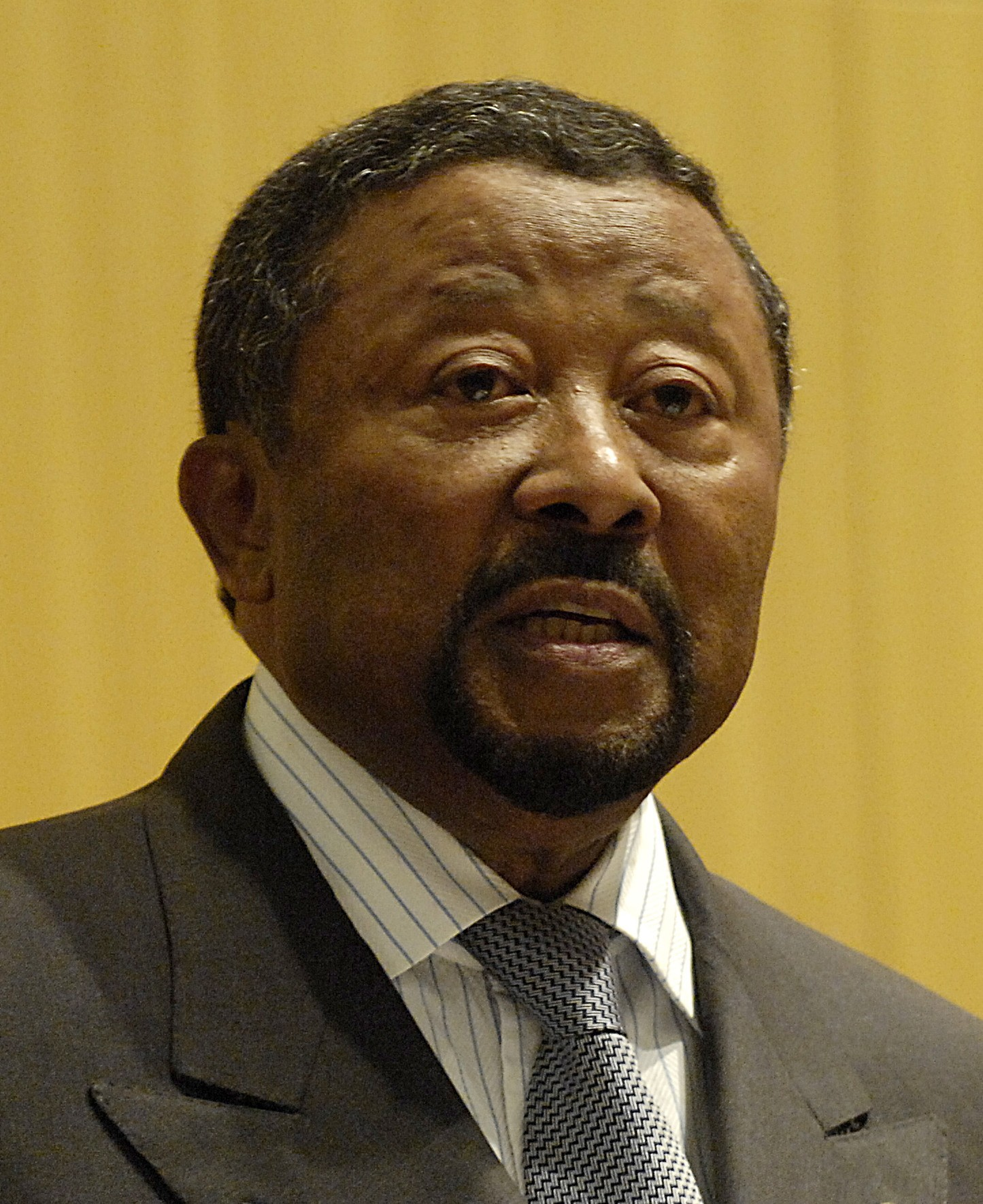
Жан Пин, габонский политик, проигравший на скандальных президентских выборах в Габоне в 2016 году. Отец Пина — китаец

#### Современный Китай
В настоящее время число рождений детей афроазиатского происхождения растёт в результате прибытия африканских студентов в такие города, как Нанкин, Ханчжоу и Шанхай. Ещё одним способствующим фактором является укрепление торговых отношений между Африкой и Китаем, которые привели к притоку африканских иммигрантов в Китай, в первую очередь нигерийцев, которые сформировали небольшую, но прогрессивное сообщество в стране. В октябре 2010 года китайские официальные лица подсчитали, что между африканцами и китайцами заключено около 500 смешанных браков. В таких местах, как Гуанчжоу, прогрессивное население, насчитывающее около 10 000 африканских предпринимателей, продолжает процветать.
Большинство китайских женщин, которые живут и выходят замуж за африканцев в Гуанчжоу, происходят из более бедных провинций Сычуань, Хунань и Хубэй.
Новая формирующаяся популяция афроазиатов в Китае также включает потомков древних китайских исследователей, потерпевших кораблекрушение на островах Пате и Ламу. Получив китайское гражданство от правительства Китая, многие студенты получили полные стипендии в университетах Китая. Среди самых известных афроазиатских уроженцев Китая — уроженка Шанхая Lou Jing, которая в 2009 году стала предметом национальных сплетен, когда прославилась, участвуя в популярном реалити-шоу Dragon TV Go Oriental Angel, и наполовину китаянка, наполовину южноафриканская волейболистка Ding Hui.

### Япония

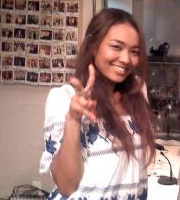
Афро-американо-японская певица и актриса Crystal Kay
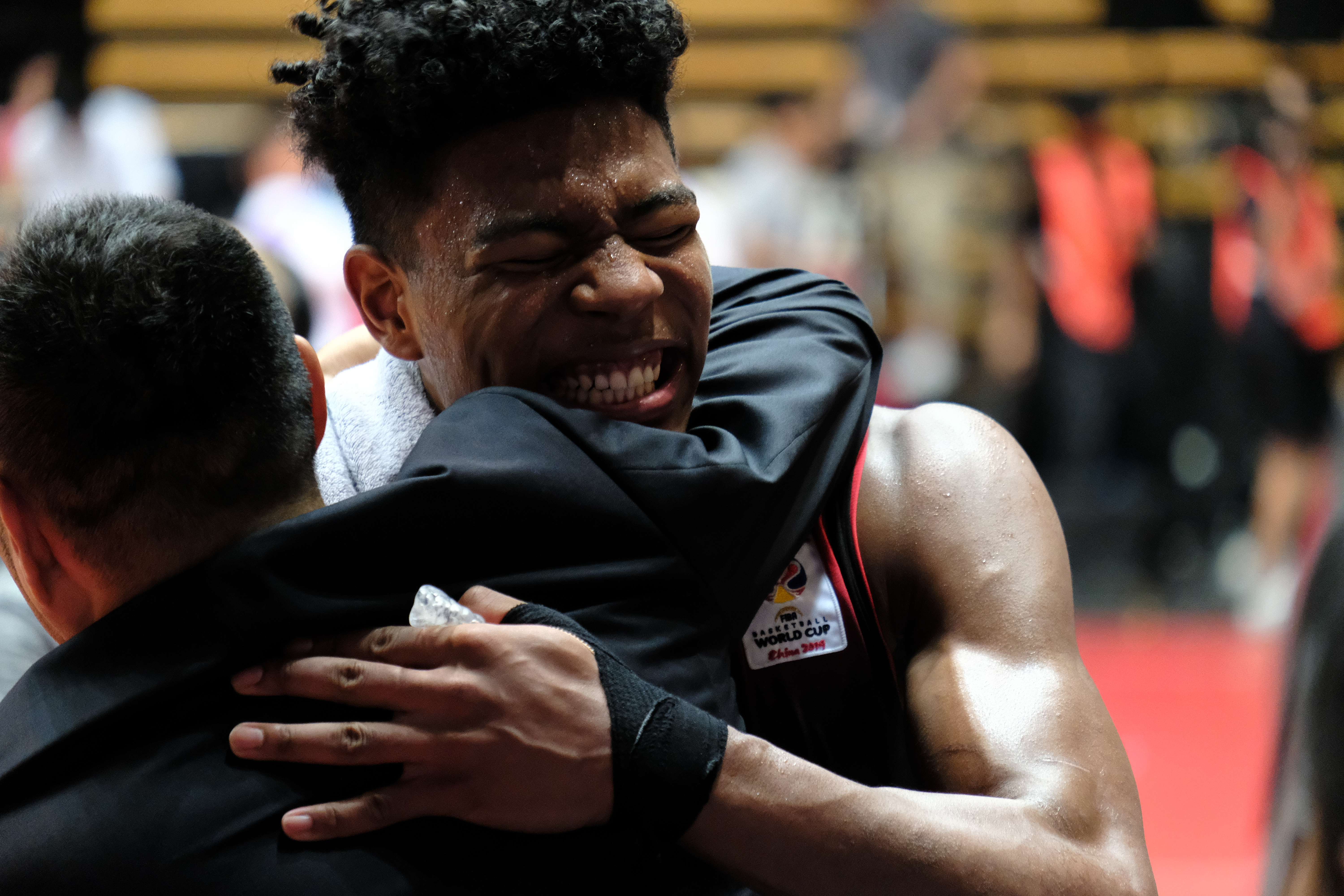
Бенино-японский баскетболист Руй Хатимура
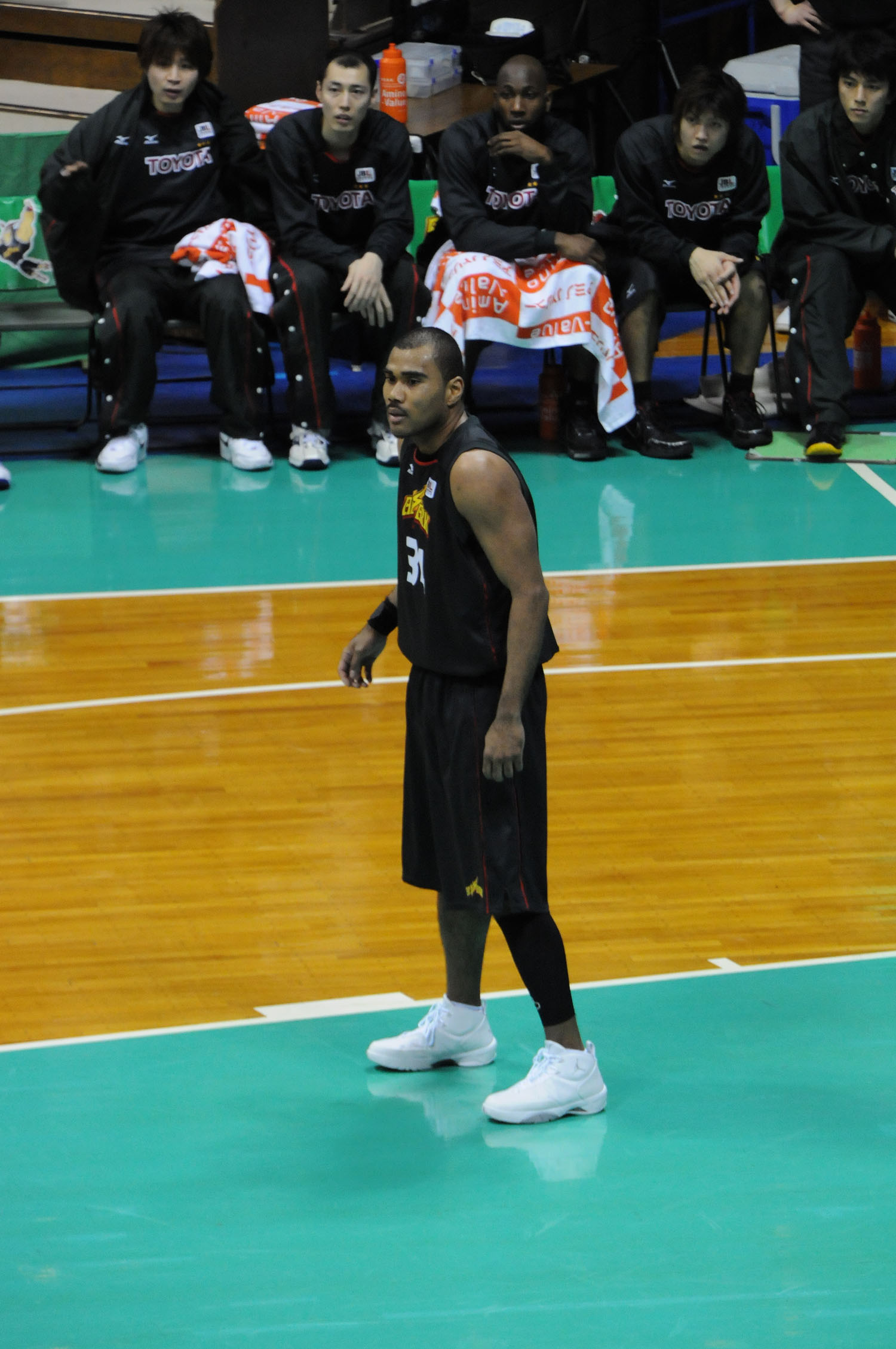
Афро-американо-японский баскетболист Michael Takahashi
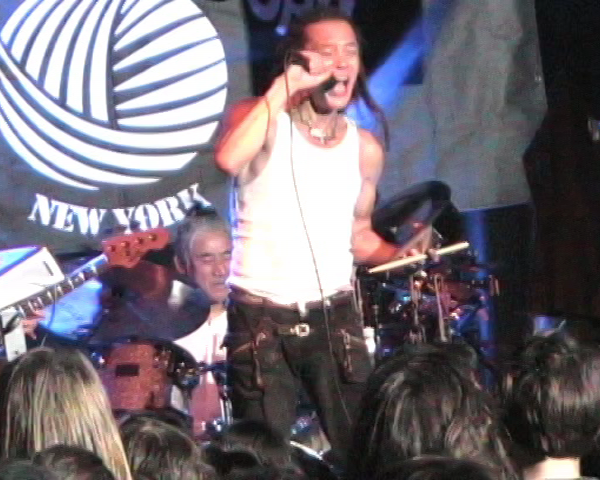
Карибо-американо-японский певец и актёр Joe Yamanaka
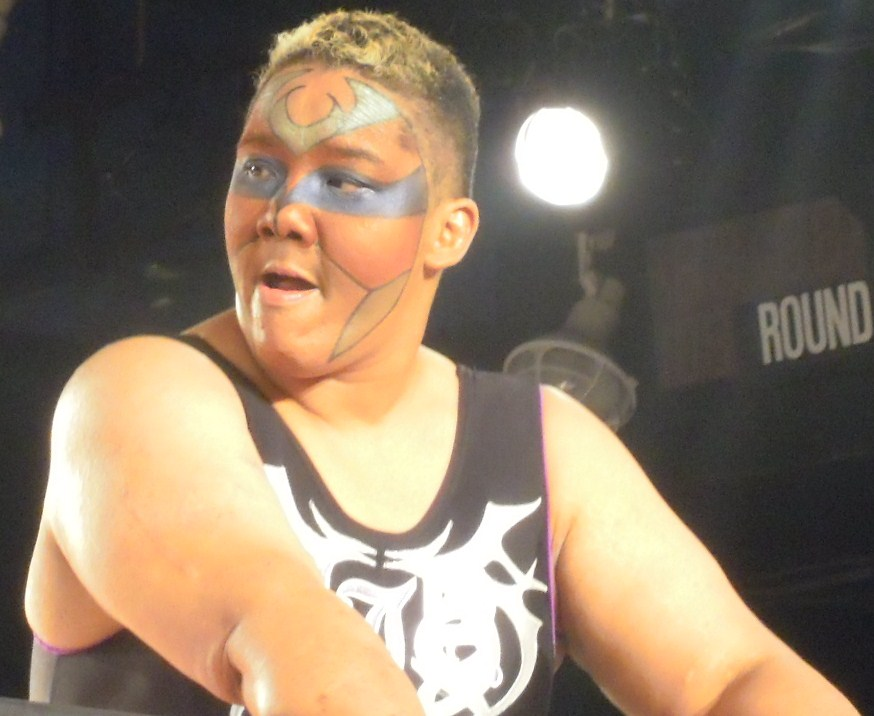
Афро-американо-японский борец Адзя Конг
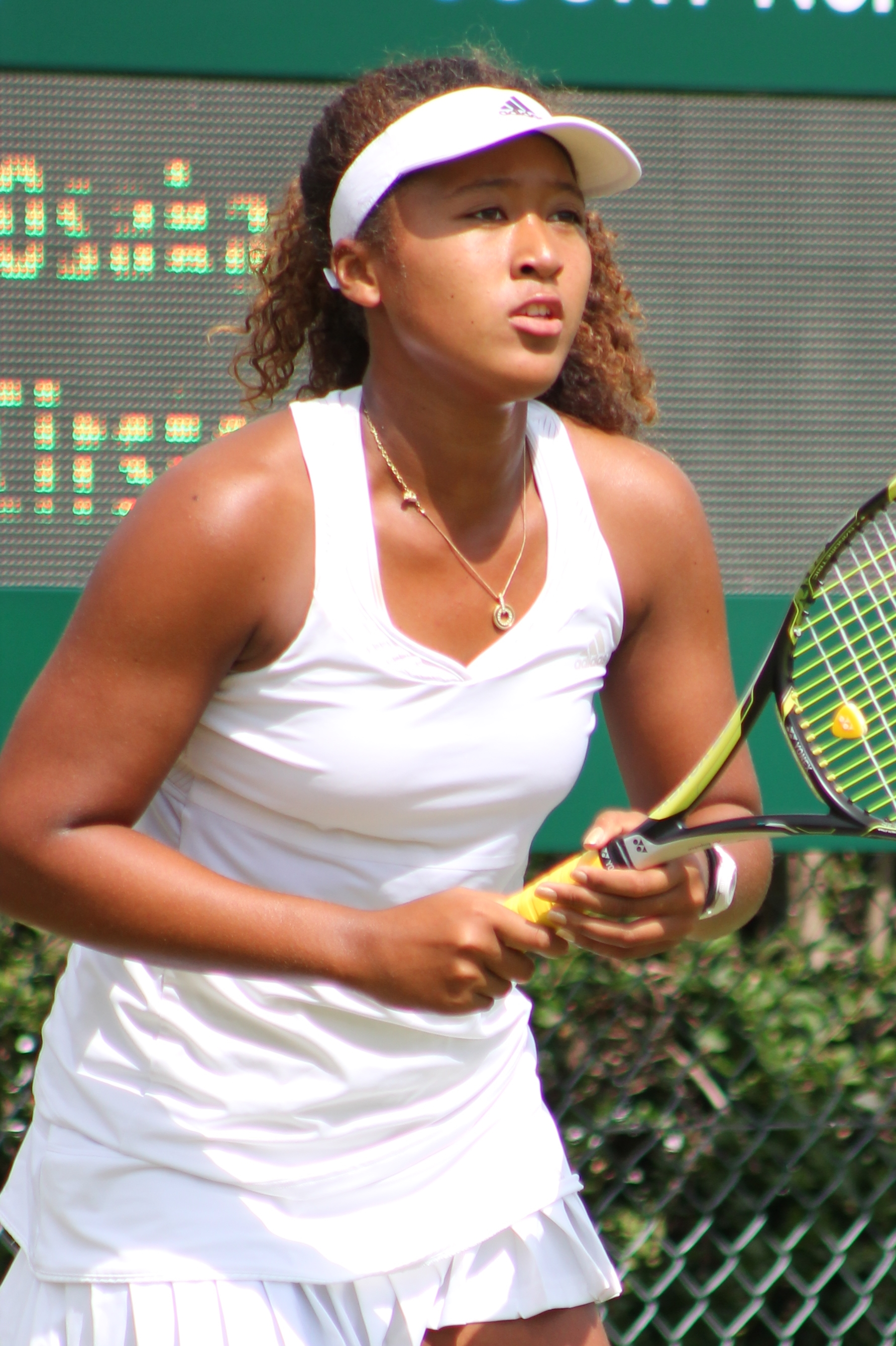
Гаитянско-японская профессиональная теннисистка Наоми Осака

В новейшей истории увеличение численности афро-японского населения было связано с американской оккупацией Японии после окончания Второй мировой войны, когда афро-японские дети рождались либо в результате проституции, либо в результате брака, имеющего обязательную юридическую силу. Таким образом, с годами возросшее число союзов афроамериканских мужчин и японских женщин привело к появлению культурно-гибридного чернокожего японо-американского населения, проживающего в Японии. После того, как во время американского военного присутствия в Японии было предоставлено преимущественное отношение, в настоящее время двухрасовое население сталкивается с серьёзной общественной негативной реакцией и маргинализацией из-за возрождения этнического национализма в Японии. Эти союзы между азиатскими женщинами и американскими военнослужащими также способствовали увеличению числа афроазиатских сирот. В некоторых случаях многие азиатские жены выезжали вместе со своими мужьями при их возвращении в США. Впоследствии, многие афро-японцы являются продуктами союзов между коренными японцами и выходцами из континентальной Африки из-за увеличения числа африканцев-иммигрантов.

#### Известные люди

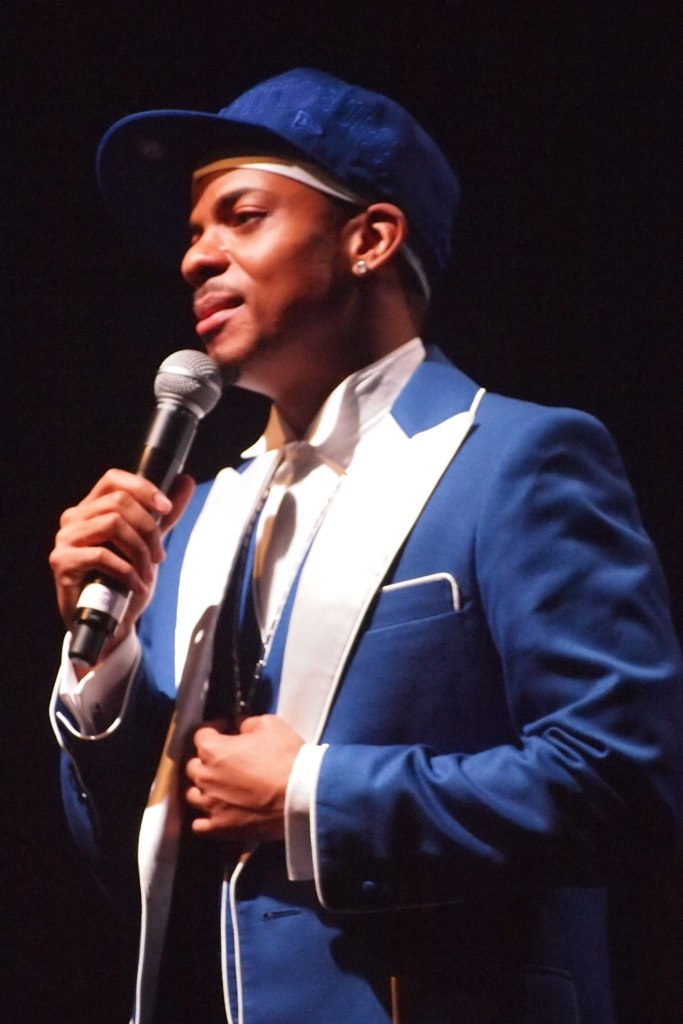
Афро-японо-американский певец в жанре энка Джеро

Известные афро-японцы включают американскую писательницу и драматурга Velina Hasu Houston, которая родилась в территориальных водах у берегов Японии в семье уроженки Японии, матери с частичным японским происхождением и отца-афроамериканца. Популярный американский певец в жанре энка Джеро родился в афро-японо-американской семье, состоящей из нескольких поколений, и иммигрировал обратно в страну рождения своей бабушки. Он стал одним из самых известных потомков чернокожих/африканцев в стране. Есть также коренной рестлер Адзя Конг, бывший профессиональный баскетболист Michael Takahashi и поп/R&B певица Thelma Aoyama, которые родились у японских матерей и афроамериканских отцов. Нынешний форвард Вашингтон Уизардс Руй Хатимура родился от матери-японки и отца-бенинца. Спринтер Асука Кембридж родился в семье матери-японки и чернокожего отца-ямайца. Австралийский футболист Тандо Велафи родился у японской матери и зимбабвийского отца. Среди других местных потомков чернокожих африканцев, известных в японских СМИ, являются этническая афро-американо-корейская поп-певица Crystal Kay и королева красоты Ариана Миямото.

### Южная Корея

Han Hyun-min — южнокорейская модель нигерийского и корейского происхождения.
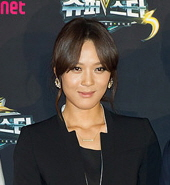
Певица Yoon Mi-rae наполовину афроамериканка, наполовину кореянка.
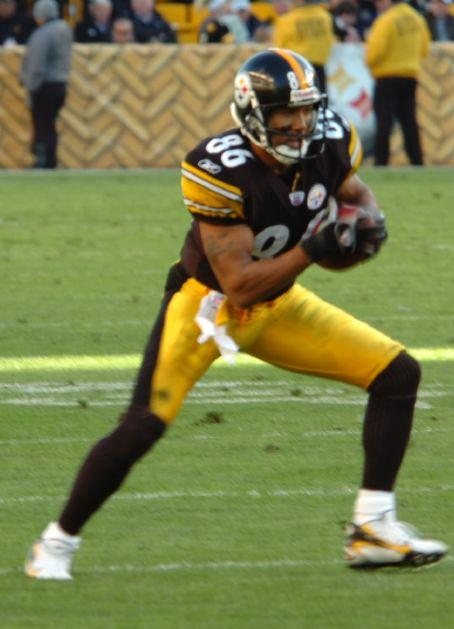
Бывший ресивер NFL Хайнс Уорд наполовину афроамериканец, наполовину кореец.

Развертывание войск США в Южной Корее в период с 1950 по 1954 год привело к рождению множества детей афроазиатского происхождения, в основном между коренными южнокорейскими женщинами и афроамериканскими военнослужащими. Хотя многие из этих детей были рождены в браке между чернокожими и корейскими межрасовыми парами, другие родились вне брака в результате проституции. Уже столкнувшись с дилеммой 85 000 детей, оставшихся без крова по всей стране после Корейской войны, Южная Корея столкнулась с резким ростом числа чернокожих корейских младенцев-сирот. Часто афрокорейских сирот намеренно морили голодом, поскольку общество считало детей смешанной расы менее достойными пищи, в которой нуждались корейские дети не смешанной расы. В некоторых районах молодёжи смешанного происхождения даже отказывали в образовании. В 1955 году Госдепартамент США публично обратился с призывом к американским семьям открыть свои двери для изгнанной молодёжи, а в 1956 году Программа усыновления Холта открыла путь для христианского усыновления детей солдат, среди которых было и евразийское потомство. Однако, в дополнение к расовой дискриминации, с которой они сталкиваются в стране своего рождения, афрокорейские сироты по-прежнему обходятся без усыновления американскими семьями на основе предпочтений в цвете кожи. Существует также общая стигматизация афрокорейцев, основанная на незаконнорожденности, низком социально-экономическом статусе, низком уровне образования и эстетике.
Известные корейцы чернокожего африканского происхождения:
- Маркус Демпс
- Вильям Демпс
- Бенсон Хендерсон
- Андерсон Пак
- Хан Хён Мин
- Ин Суни
- Кан Суиль
- Юн Ми Рэ
- Мишель Ли
- Хайнс Уорд

## Юго-Восточная Азия

### Филиппины

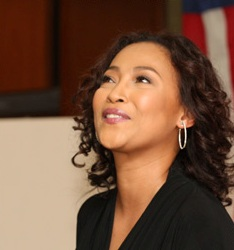
Jaya имеет ямайское и висайское происхождение.
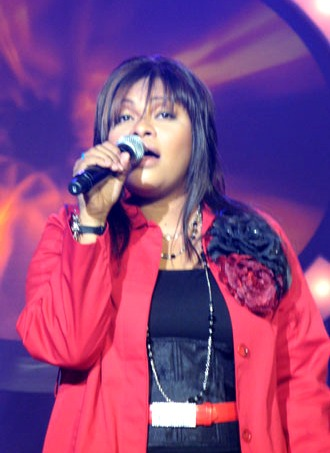
Mau Marcelo имеет афро-пуэрто-риканское и филиппинское происхождение.
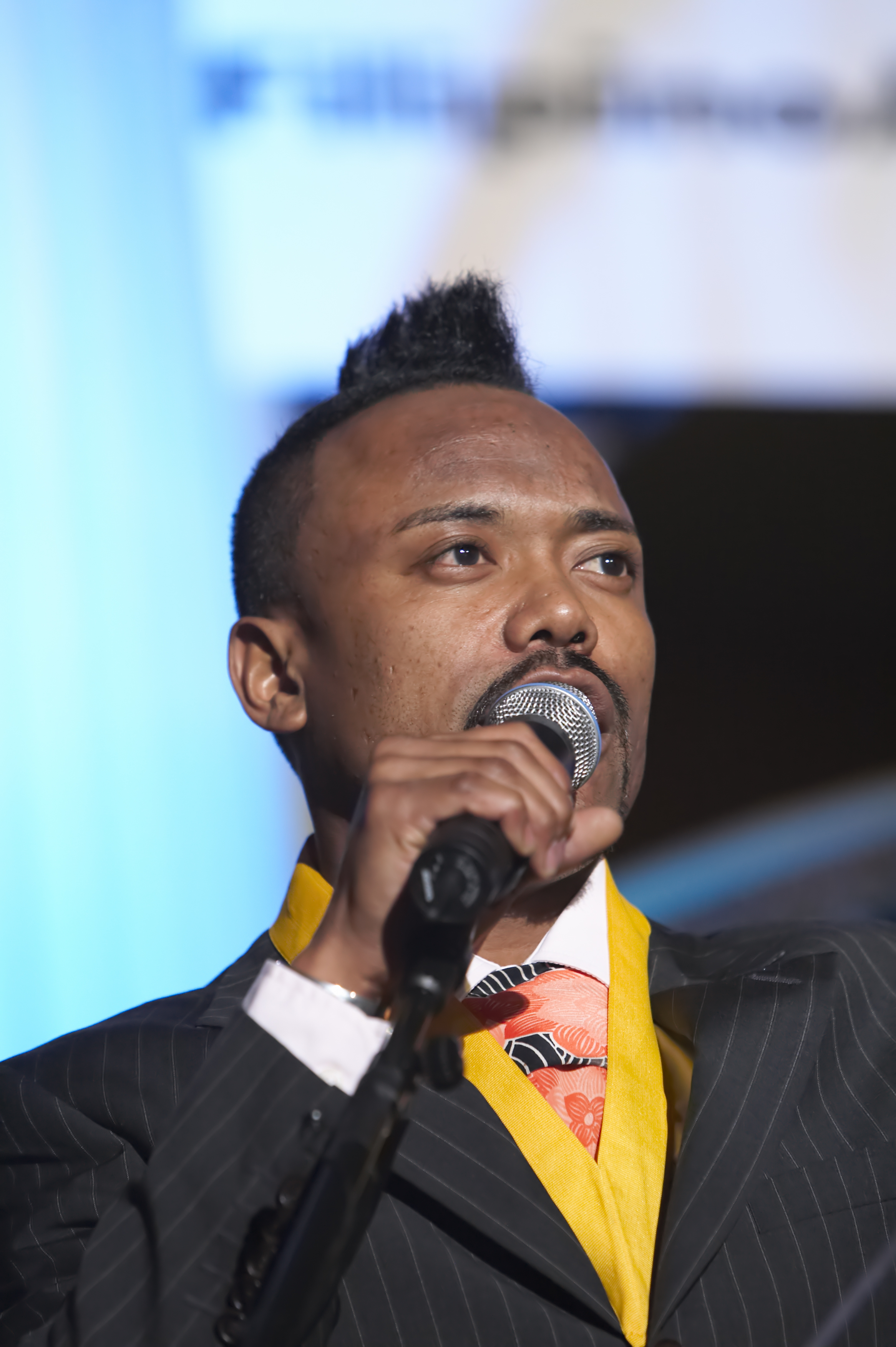
Apl.de.ap имеет афроамериканское и филиппинское происхождение.
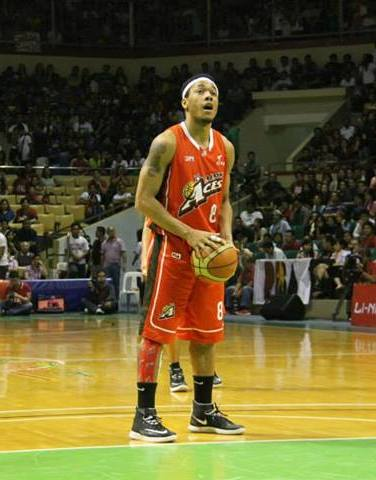
Кальвин Абуева имеет афроамериканское и филиппинское происхождение.
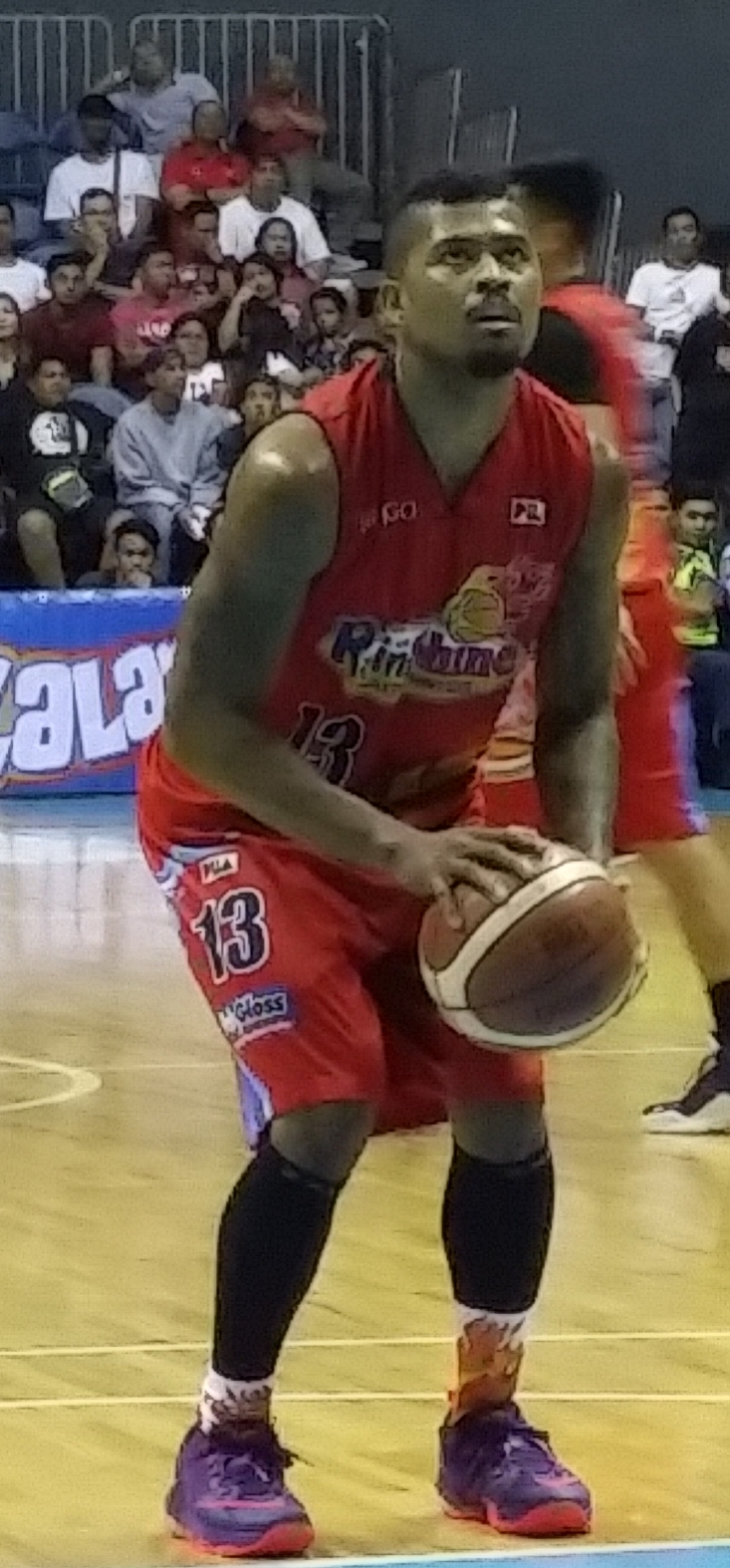
Маверик Аханмиси имеет нигерийское и филиппинское происхождение.
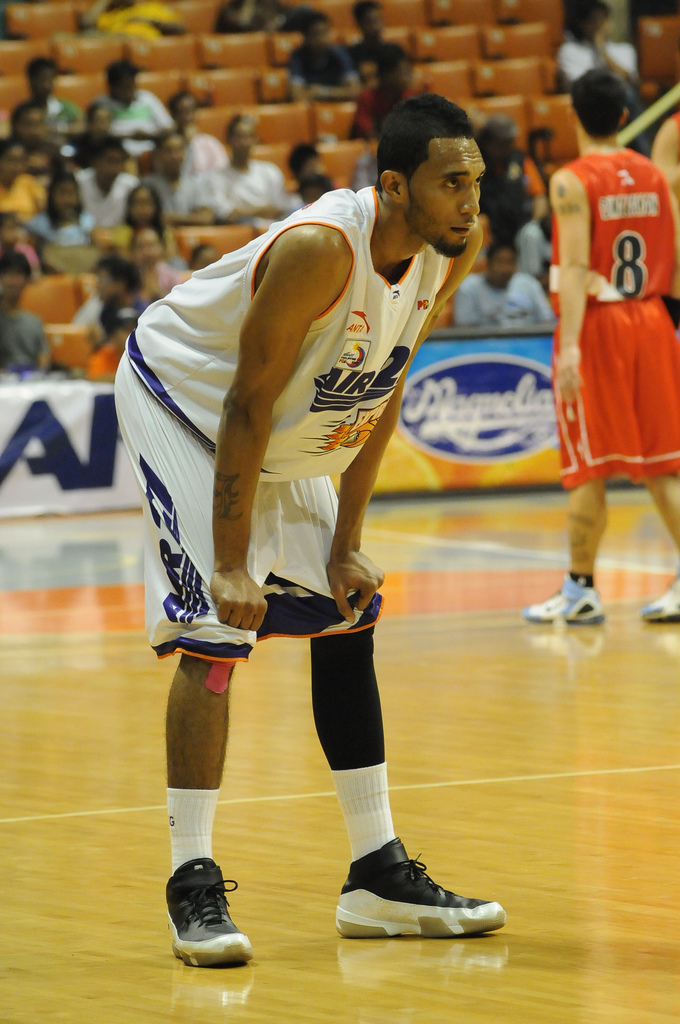
KG Canaleta имеет афроамериканское и филиппинское происхождение.
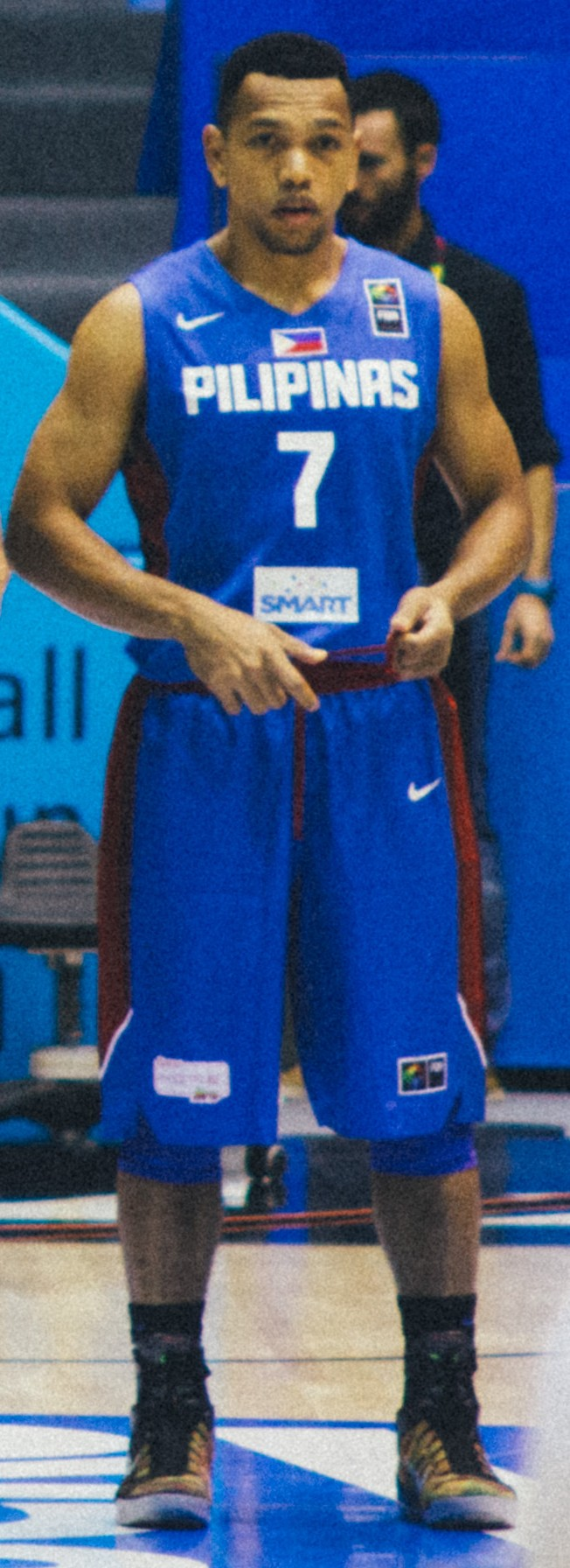
Джейсон Кастро имеет афроамериканское и филиппинское происхождение.
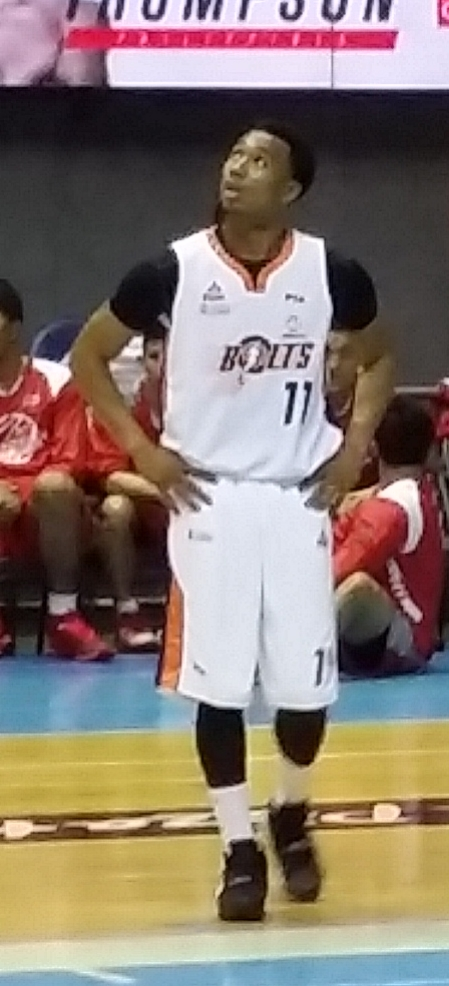
Chris Newsome имеет афроамериканское и филиппинское происхождение.
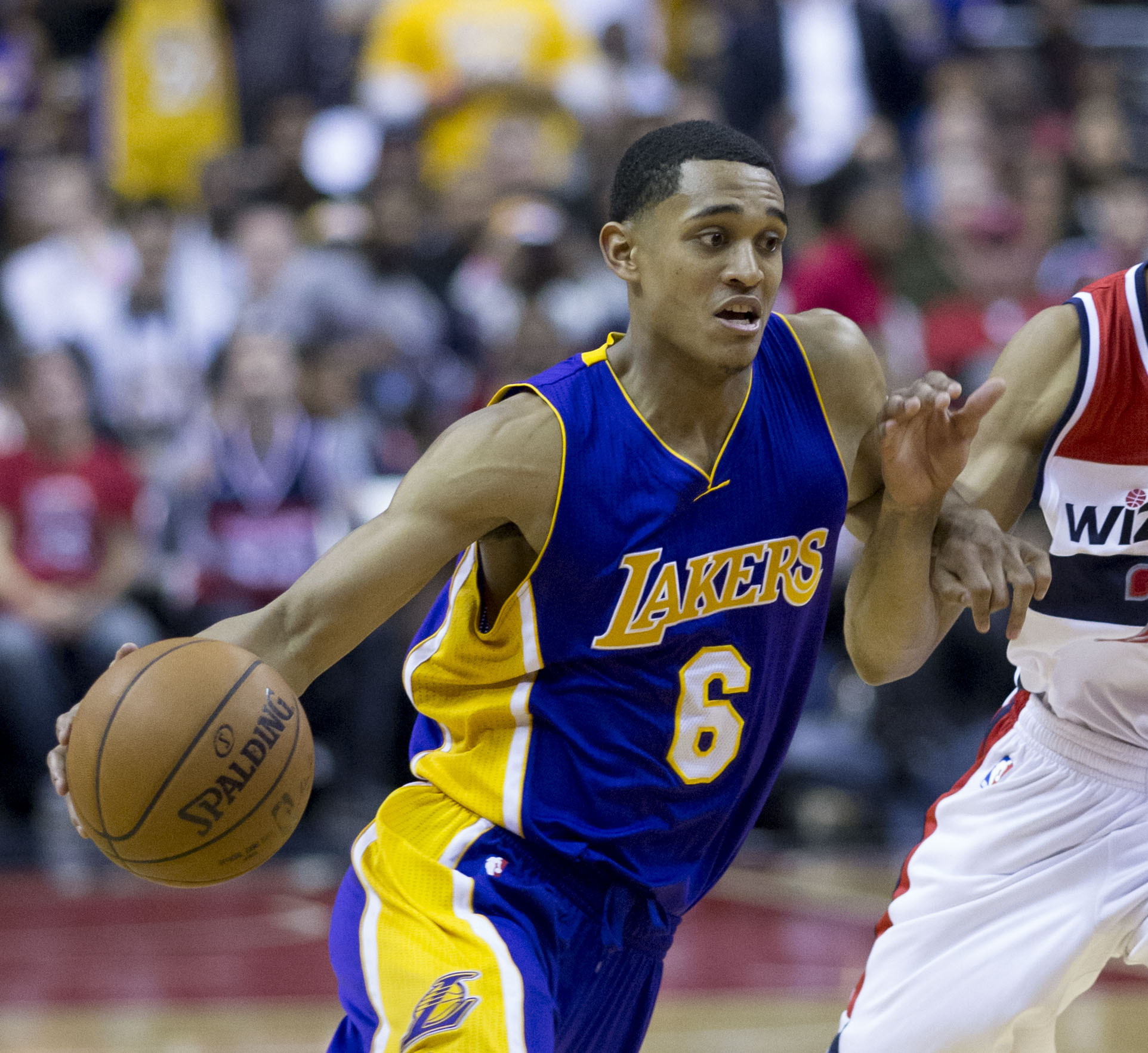
Джордан Кларксон имеет афроамериканское и филиппинское происхождение.
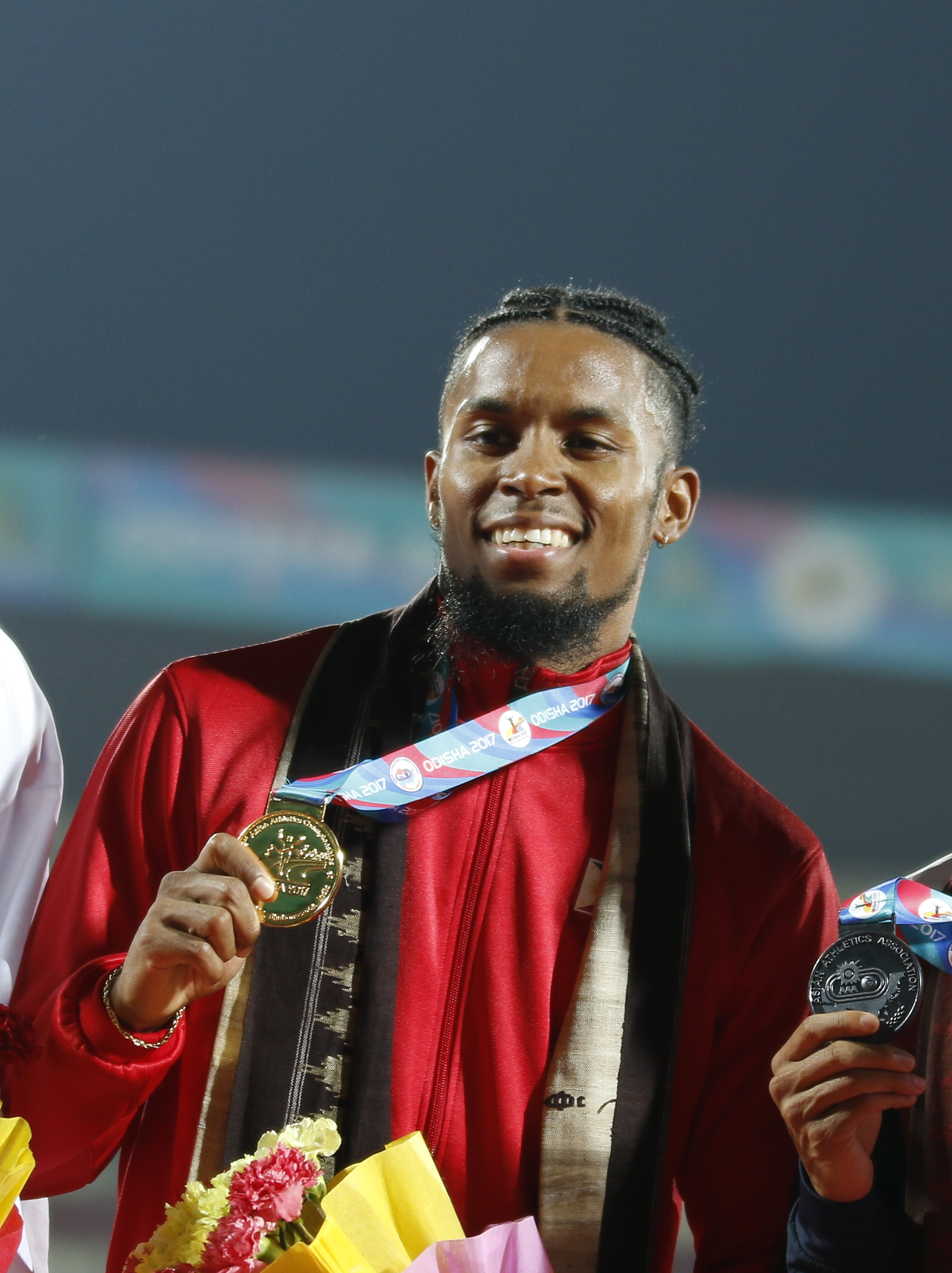
Eric Cray имеет афроамериканское и филиппинское происхождение.

Большинство пожилых афро-филиппинцев родились от афроамериканских солдат и филиппинских родителей. В последнее время общины филиппинских рабочих за границей заключают межрасовые браки с лицами африканского происхождения в Северной и Южной Америке или Европе, в результате чего афро-филиппинцы могут вернуться в страну, как филиппинцы по рождению. В 2011 году Ассоциация семей Нигерии уведомила Министерство иностранных дел Республики Филиппины о своём создании, открыв членство для растущего числа межрасовых нигерийско-филиппинских/филиппино-нигерийских семей и их детей, проживающих в стране.
Афро-филиппинцы не подвержены социально-экономической, культурной или политической маргинализации в филиппинском обществе, с которой могут столкнуться другие афроазиаты в более ксенофобских соседних азиатских странах. Такое уникальное признание афроазиатов и представителей двух рас на Филиппинах может быть связано с полной социальной интеграцией афроазиатов, которые говорят на филиппинских языках по рождению, знакомством филиппинцев с аэтами и другими филиппинцами из числа коренных негритосов, которые разделяют некоторые черты лица и оттенки кожи с афро-филиппинцами, популярной принадлежностью к афроамериканской культуре и музыке как соответствующей и не колониальной субкультуре или позитивному афро-филиппинскому представительству на международном уровне, отражающему их патриотизм и близость к Филиппинам.
Их социальное положение сильно различается: некоторые из них живут в бедных или рабочих районах, в то время как большинство из них относятся к нижнему или верхнему среднему классу. Большинство афро-филиппинцев живут в районе Манилы, Калабарсоне, Себу или в городах Олонгапо, Кларк или Анхелес в Центральном Лусоне вокруг бывших американских баз.
Многие афро-филиппинцы представляют Филиппины на международных соревнованиях, например, Кристина Нотт и золотой медалист Эрик Крей (афро-американец-филиппинец) на 30-х играх Юго-Восточной Азии, проводимых на Филиппинах в 2019 году, или Mau Marcelo, победитель Philippine Idol 2006. Афро-филиппинские спортсмены становятся популярными в рамках очень популярной Филиппинской баскетбольной ассоциации, на местном телевидении и в сфере гостеприимства.
Среди самых узнаваемых афроазиатов страны — наполовину афроамериканские/филиппинские R&B-певцы Jaya, Mau Marcelo и Luke Mejares.

### Сингапур
Смешанные браки между этническими азиатами и иностранцами становятся все более распространёнными в Сингапуре. В то время как большинство смешанных браков между этническими азиатами и иностранцами заключаются между европейцами и азиатами, в некоторых браках участвуют африканцы и азиаты. Афроазиаты, родившиеся в результате этих смешанных браков, пополнили смешанное население Сингапура. Финалистка Мисс Вселенная Сингапура 2014 года Ijechi Nazirah Nwaozuzu — афроазиатка. Её мать — малайка с португальскими, индийскими и китайскими корнями, а её отец — нигериец.

### Вьетнам
Во время войны во Вьетнаме у афроамериканских военнослужащих были дети от местных вьетнамских женщин. Некоторые из этих детей были брошены вьетнамской семьей или отправлены в детские дома. Многие сироты и дети были доставлены по воздуху в приемные семьи в Соединённых Штатах в 1975 году во время «операции Babylift» перед падением Южного Вьетнама. Афровьетнамские (или афроамериканские) дети в то время сильно страдали от дискриминации во Вьетнаме. Были также некоторые разногласия относительно того, как эти осиротевшие афроамериканские дети были размещены в новые дома в Соединённых Штатах.

## Южная Азия

### Индия

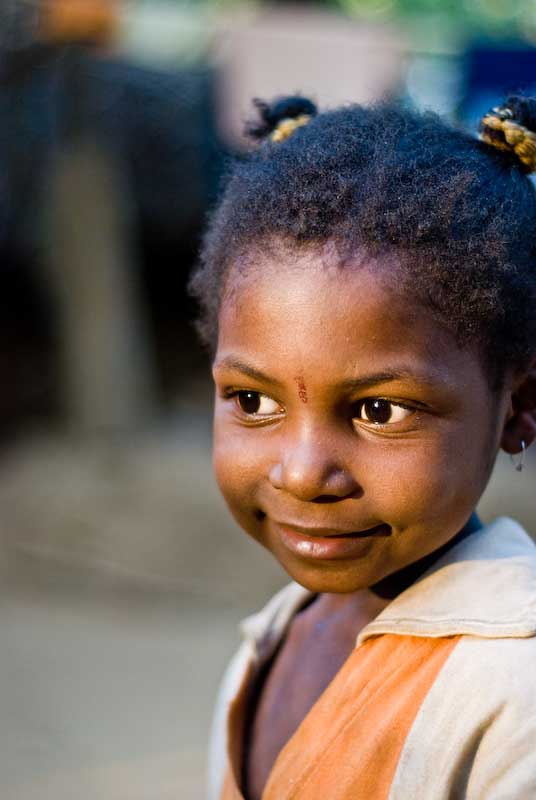
Сидди имеют частичное южноазиатское и зинджское происхождение

Сидди, также известные как сиди, сиддхи, шиди или хабши, являются этнической группой, населяющей Индию. Первые члены общины прибыли на субконтинент в 628 году нашей эры в порт Бхаруч. Другие последовали по их стопам во время мусульманских завоеваний, начавшихся в 712 году нашей эры. Считается, что последняя группа служила под началом армии Мухаммада ибн Касима и называлась Зинджи.
Некоторые сидди бежали из рабства и основали общины в лесных районах, а некоторые также основали небольшие княжества сидди в штате Джанджира на острове Джанджира и в штате Джафарабад в Катхияваре ещё в двенадцатом веке. Прежнее альтернативное название Джанджира было Хабшан (то есть земля Хабши). В период Делийского султаната, предшествовавший возвышению Великих Моголов в Индии, Jamal-ud-Din Yaqut был видным рабом-сидди, ставшим дворянином, который был близким доверенным лицом Разии-султана (1235—1240 гг. н. э.). Хотя это оспаривается, он также мог быть её любовником, но современные источники не указывают, что это обязательно было так.
Сидди также были привезены в качестве рабов Деканскими султанатами. Несколько бывших рабов поднялись до высоких чинов в армии и администрации, самым известным из которых был Малик Амбар. Большинство из них проживают в Карнатаке, Гуджарате и Хайдарабаде. Сидди в основном мусульмане, хотя некоторые из них индуисты, а другие принадлежат к католической церкви.

### Пакистан
Сидди, также известные как Makranis, также населяют Пакистан. Они происходят от народов банту из района Великих Африканских озёр. Некоторые из них были купцами, моряками и наемниками. Другие были наёмными слугами, но подавляющее большинство было привезено на Индийский субконтинент в качестве рабов португальскими и арабскими купцами. Численность общины сидди в настоящее время оценивается примерно в 20 000-55 000 человек, основными населенными пунктами которых являются города Мекран и Карачи. Сидди в Пакистане — это в основном мусульмане-суфии.
Narang et al. (2011) исследовали аутосомную ДНК сидди в Пакистане. По мнению исследователей, около 58 % предков сидди происходят от народов банту. Остальная часть связана с местным индоевропейско-язычным населением Северной и Северо-Западной Индии из-за недавних событий смешения. Однако Guha et al. (2012) наблюдали несколько генетических различий между Makrani в Пакистане и соседними популяциями. По мнению авторов, геномные предки Makrani были в основном такими же, как и у соседних индоевропейско-язычных белуджи и дравидийскоязычных брагуи.

### Шри-Ланка
Шри-ланкийские кафры — это этническая группа в Шри-Ланке, которая частично происходит от португальских торговцев 16-го века и рабов банту с дополнительной примесью от этнических шри-ланкийцев, которых они привезли на работу в качестве рабочих и солдат для борьбы с сингальскими королями. Они очень похожи на население Ирака и Кувейта, происходящее от зинджи, и известны в Пакистане как шиди, а в Индии — как сидди. Кафры говорили на отличительном креольском языке, основанном на португальском, шри-ланкийском языке кафров, ныне исчезнувшем. Их культурное наследие включает танцевальные стили Kaffringna и Manja и их популярную форму танцевальной музыки Baila.
Термин кафр означает «неверующий». В Шри-Ланке он не имеет того же значения, что и в таких странах, как Южная Африка, где он используется как расовое оскорбление.

## Западная Азия

### Саудовская Аравия
Согласно The World Factbook, около 10 % населения Саудовской Аравии имеет афроазиатское происхождение. Большинство афроазиатов, проживающих в Саудовской Аравии, являются афроарабами, которые иногда сталкиваются с дискриминацией из-за своей тёмной кожи. Браки между саудовскими арабами и выходцами из Африки к югу от Сахары довольно распространены в Саудовской Аравии.

## Европа

### Великобритания

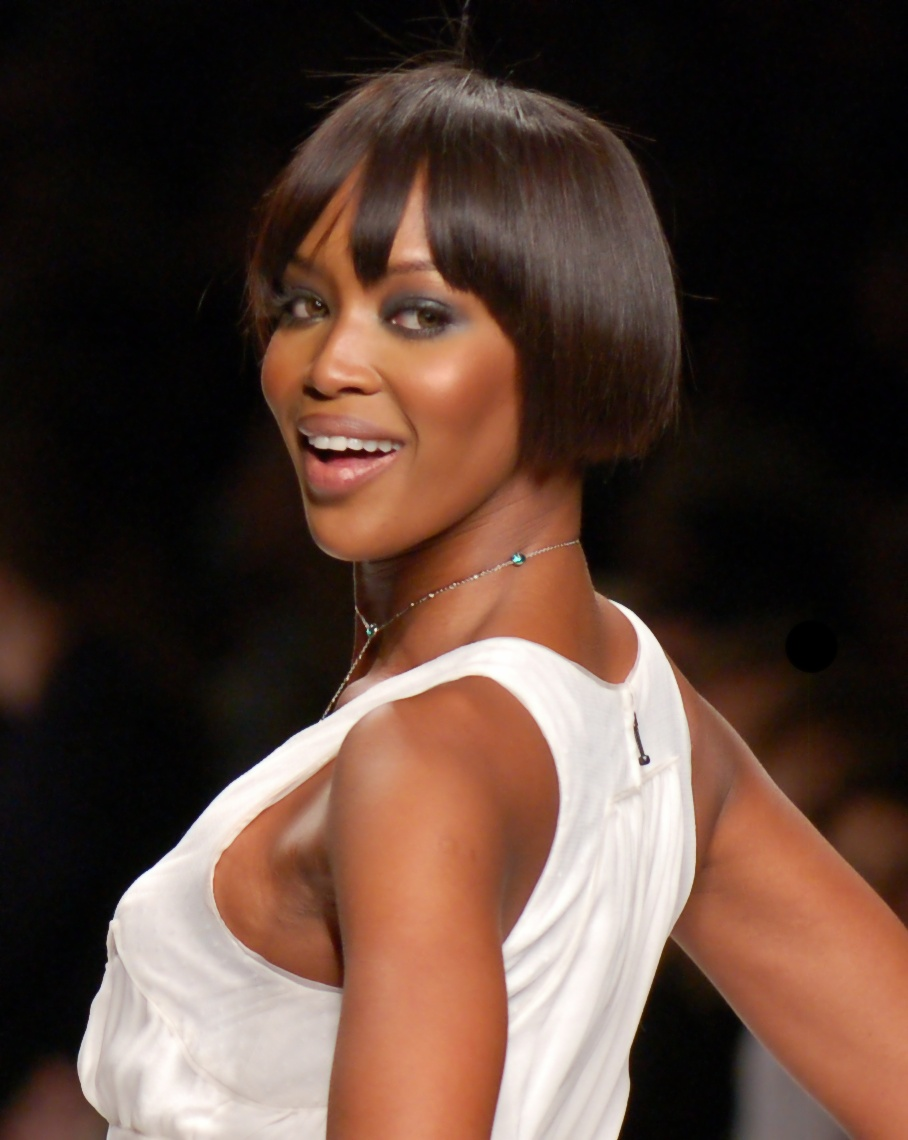
Английская модель, актриса и певица Наоми Кэмпбелл имеет афро-китайско-ямайское происхождение

Британское смешанное население включает в себя некоторое количество афроазиатских народов. Эта родословная может происходить от смешанной карибской линии из нескольких поколений, а также от межрасовых союзов между азиатами и африканцами из таких известных групп населения, как британские индийцы и британские нигерийцы. Известные афроазиатские британцы включают Наоми Кэмпбелл, имеющую несколько поколений афро-китайско-карибских происхождений, актрису первого поколения ирано-ганского происхождения Фриму Аджимен, а также индо-карибского музыканта первого поколения Давида Джордана.